# اکسپو ۸۶

نشان‌واره نمایشگاه اکسپو ۸۶

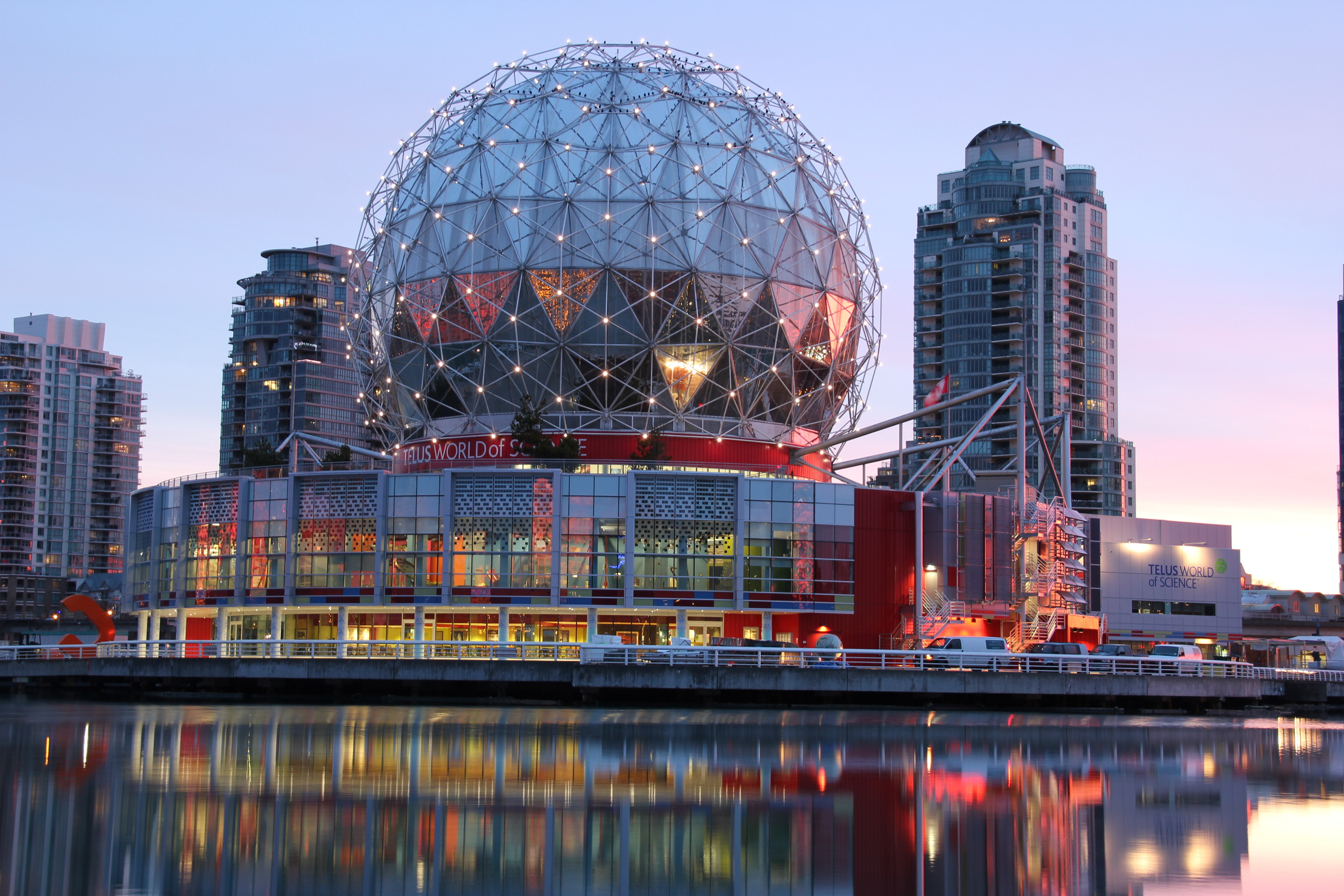
ساختمان ساینس ورلد در زمان برگزاری نمایشگاه به عنوان مرکز نمایشگاه اکسپو ۸۶ فعالیت می‌کرد

نمایشگاه جهانگیر و بین‌المللی ۱۹۸۶ یا ساده‌تر اکسپو ۸۶ یک نمایشگاه بین‌المللی همگانی بود که از مه تا اکتبر سال ۱۹۸۶ در ونکوور در استان بریتیش کلمبیا کانادا برگزار شد. پس‌زمینه نمایشگاه «حمل‌ونقل، ترابری و ارتباطات: جهان در جنبش، جهان در تماس» بود که با یکصدمین سالگرد بنیادگذاری شهر ونکوور همزمان شده بود. این نمایشگاه عمدتاً در بخش شمالی خور فالس‌کریک برگزار شد.
این دومین باری بود که کانادا نمایشگاه جهانی اکسپو را برگزار می‌کرد. بار نخست، اکسپو ۶۷ بود که در شهر مونترال و در یکصدمین سالگرد بنیادگذاری کانادا برگزار شده بود. تا سال ۲۰۱۷، اکسپو ۸۶ واپسین نمایشگاه جهانی اکسپو بود که در آمریکای شمالی برگزار شده‌است و با ۲۲۱۱۱۷۸ بازدیدکننده رویدادی موفق در نظر گرفته شد.

## غرفه کشورها و سازمان‌های بین‌المللی
- استرالیا
- بلژیک
- برونئی
- کانادا
- چین
- کاستاریکا
- کوبا
- چکسلواکی

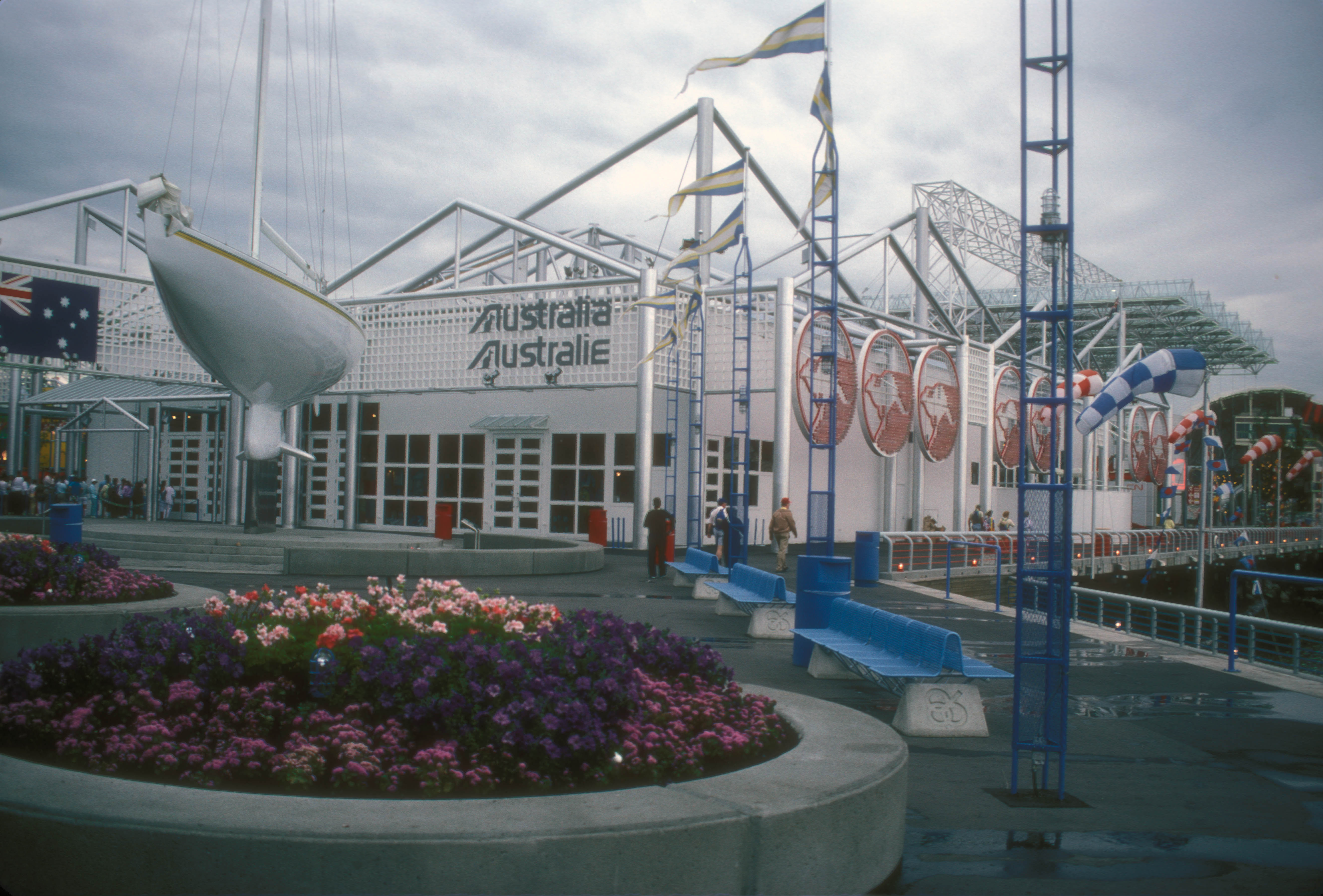
Australia
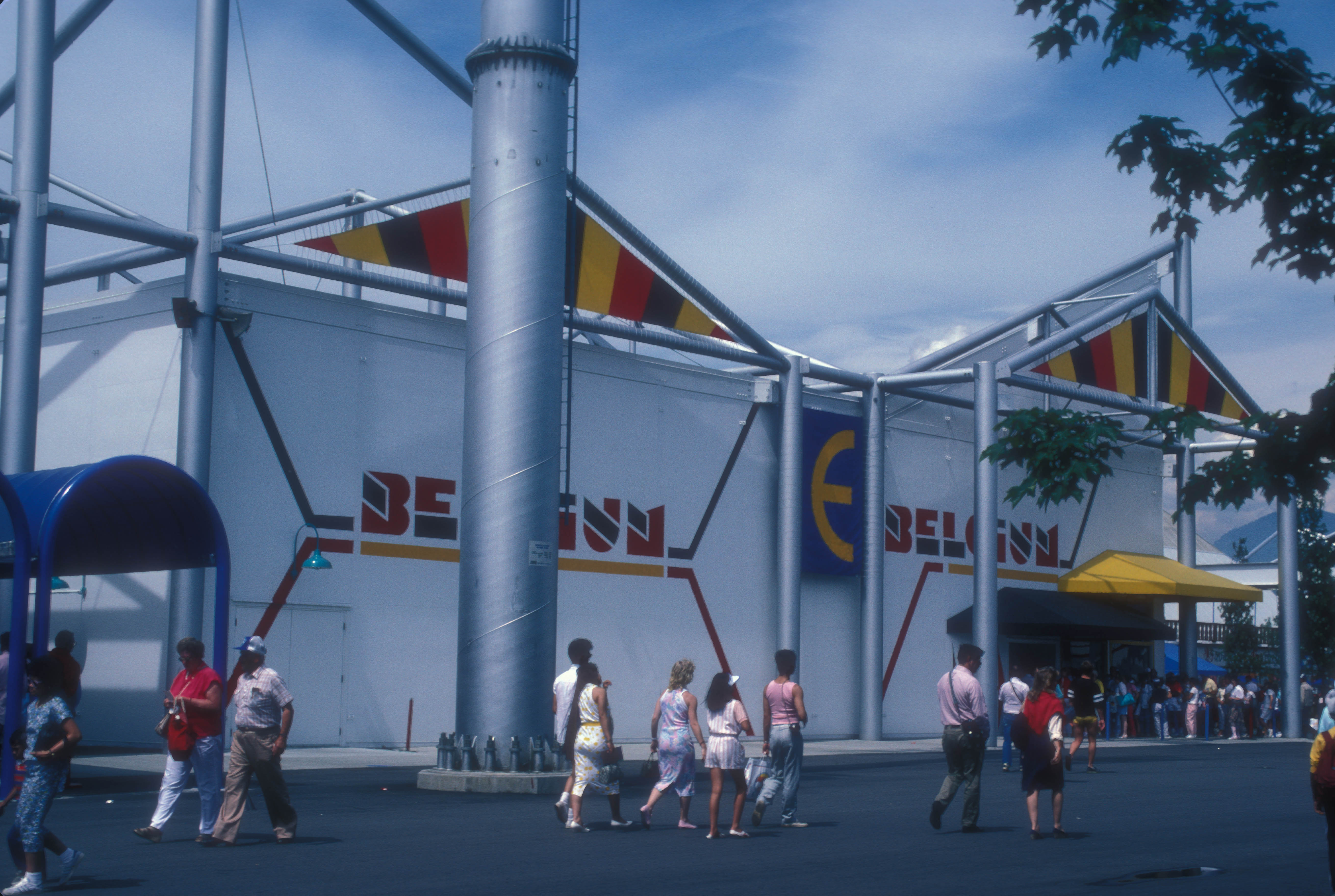
Belgium
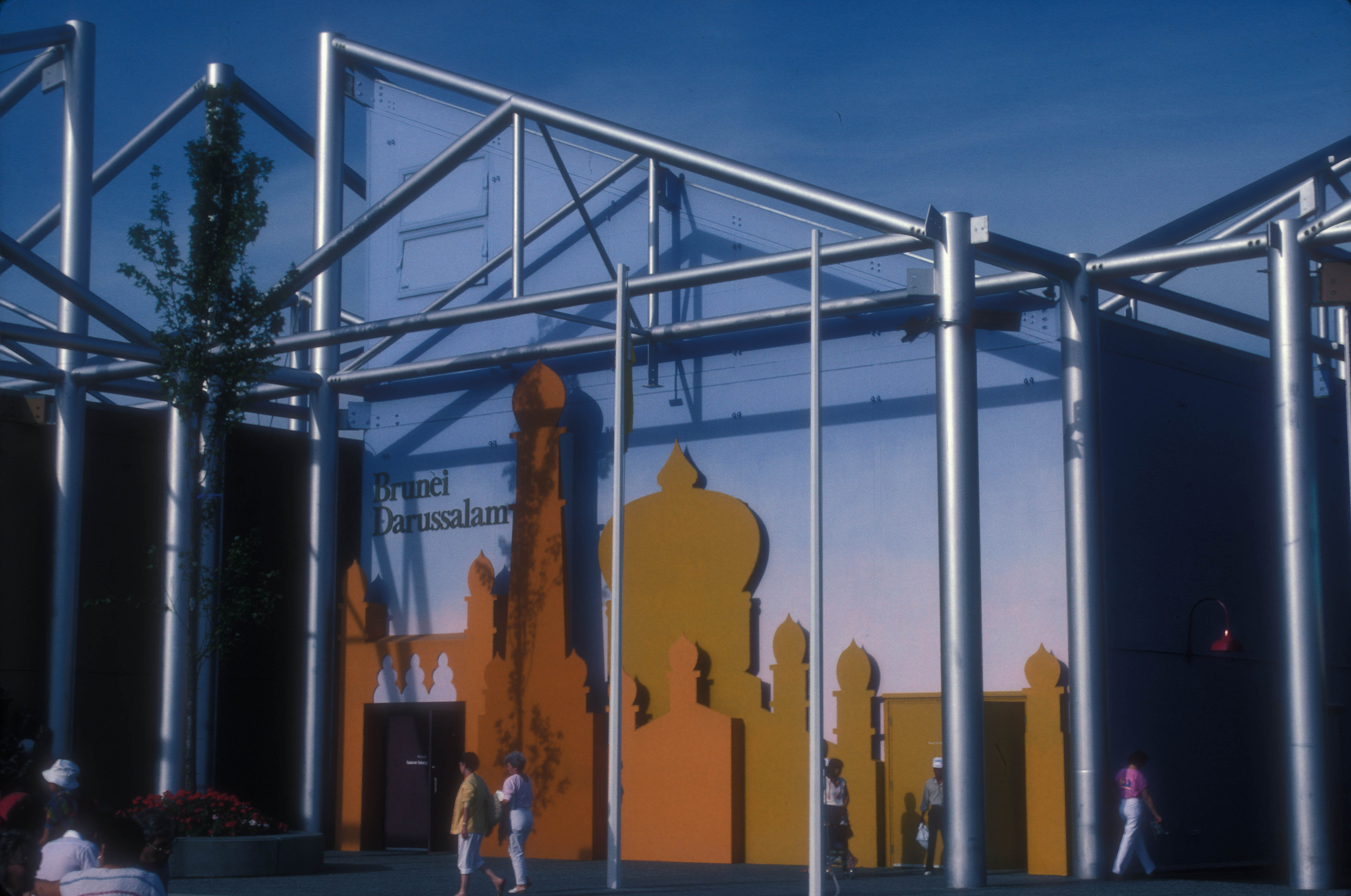
Brunei Darussalam
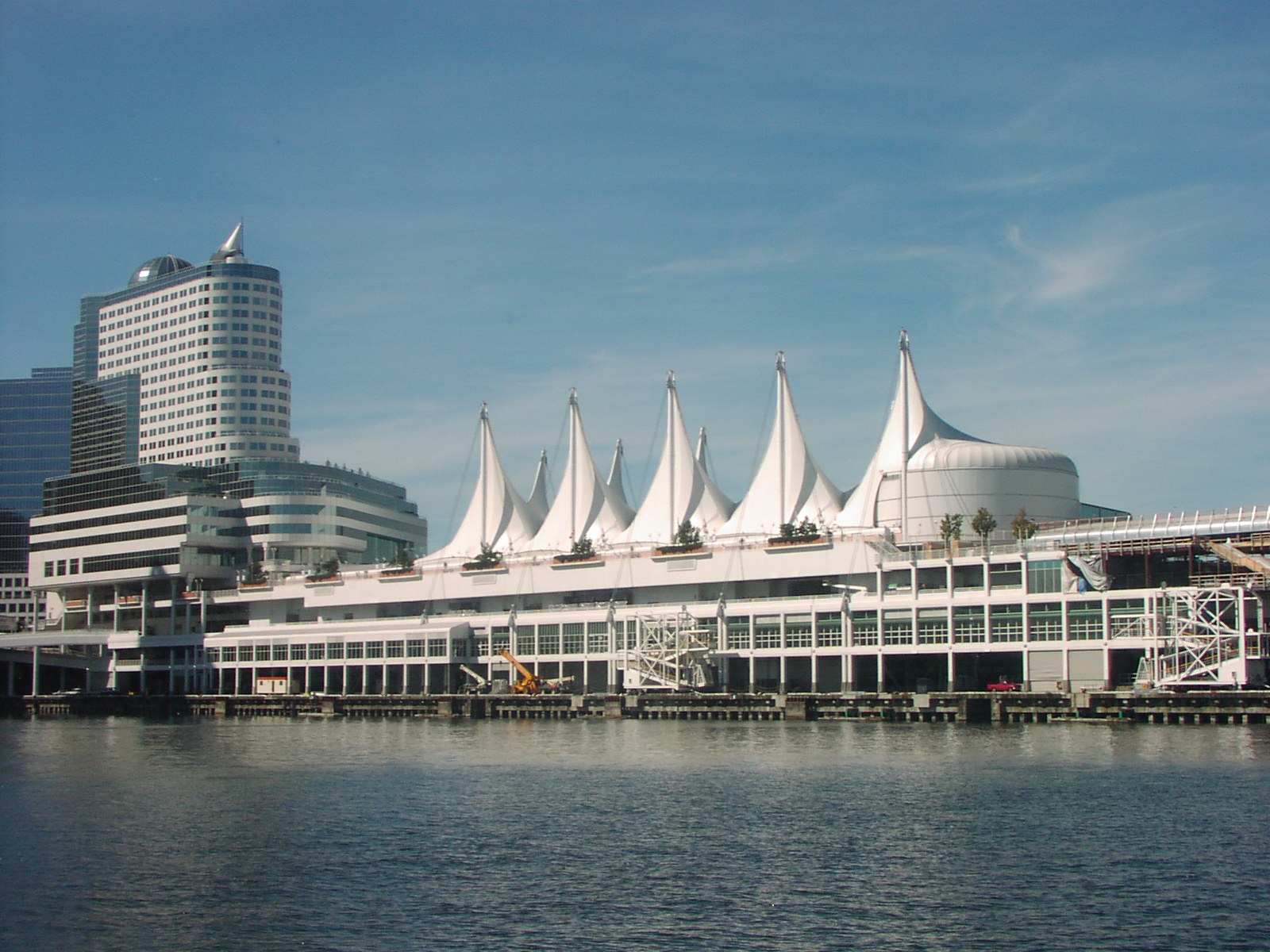
Canada
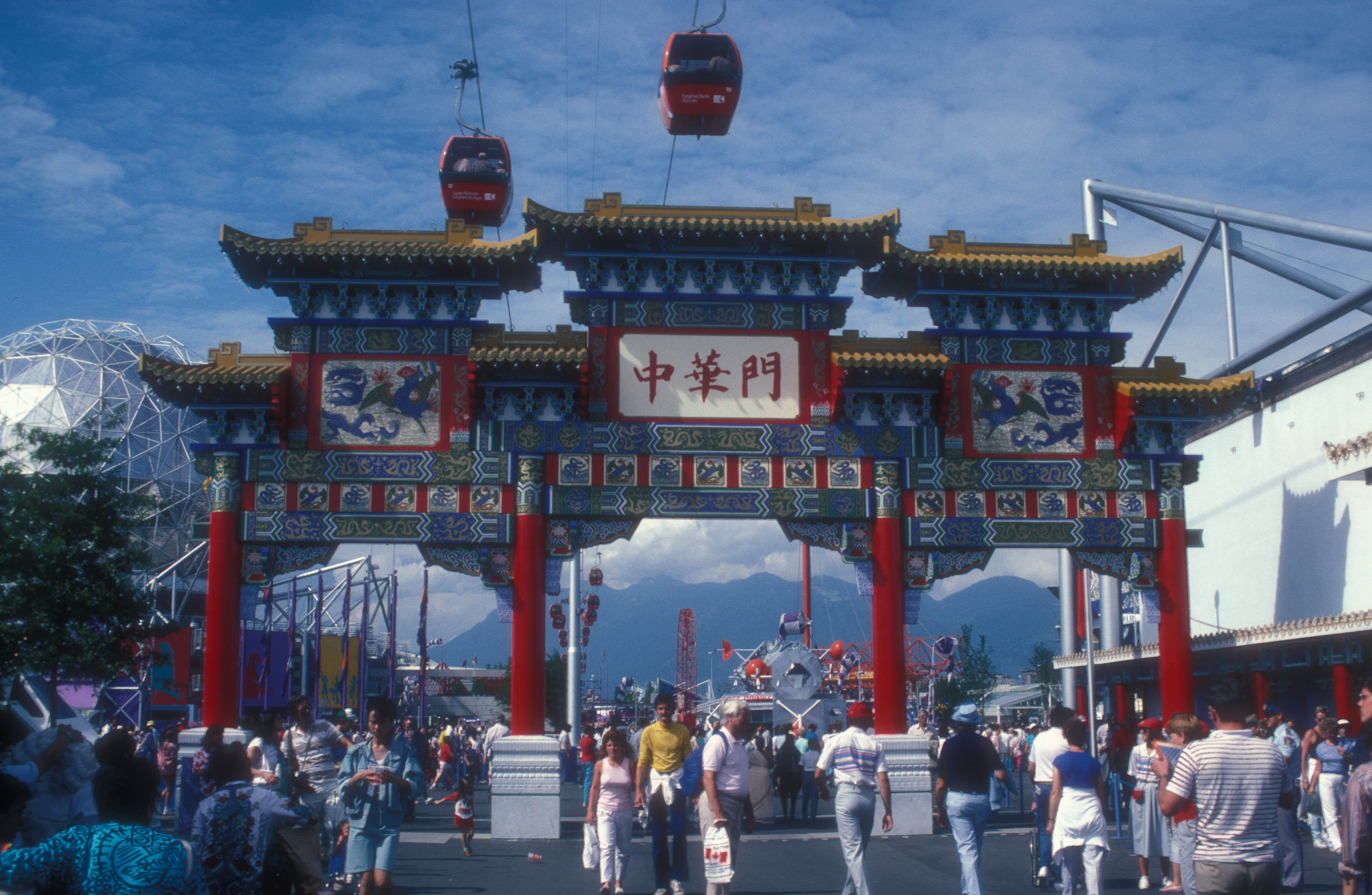
China
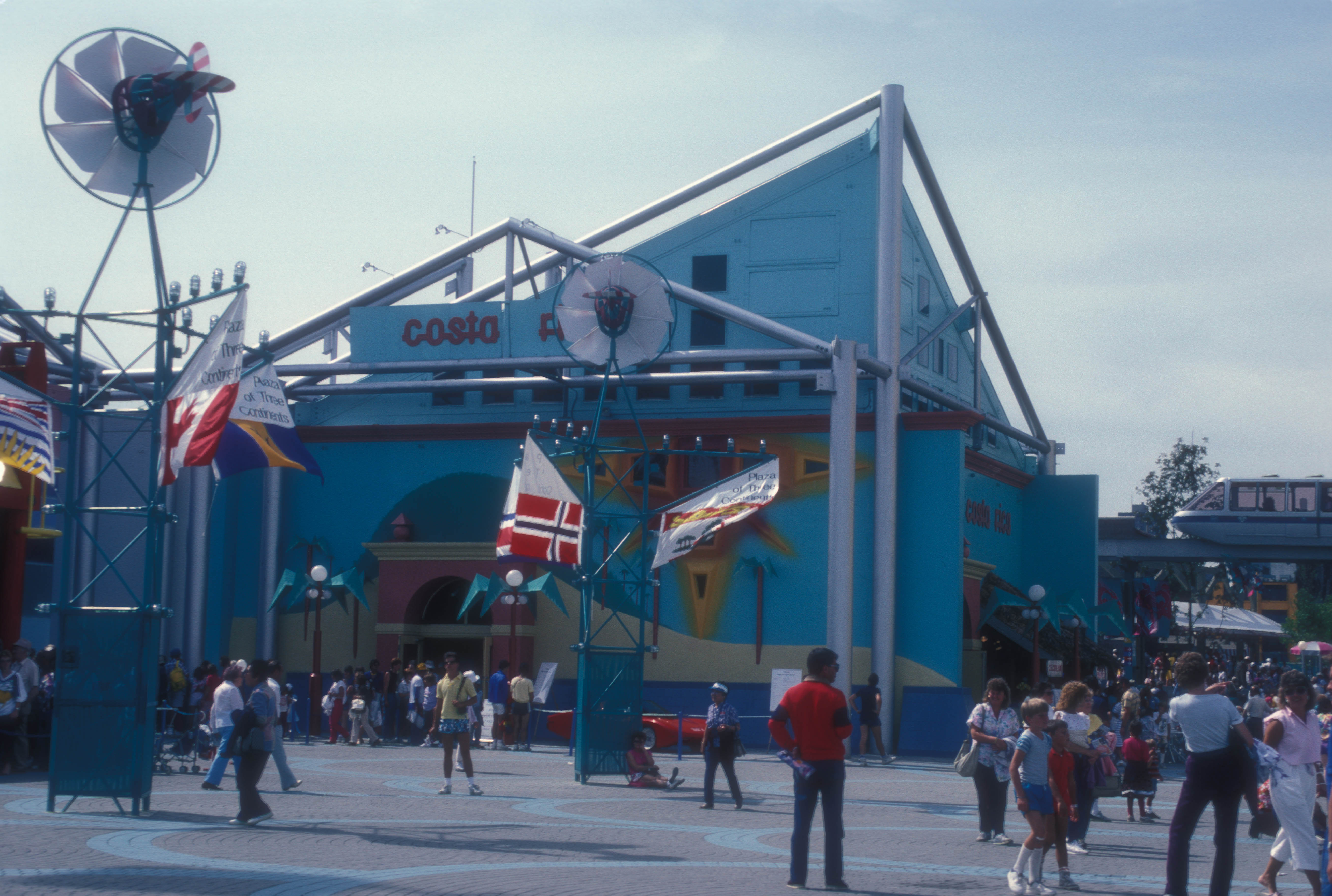
Costa Rica
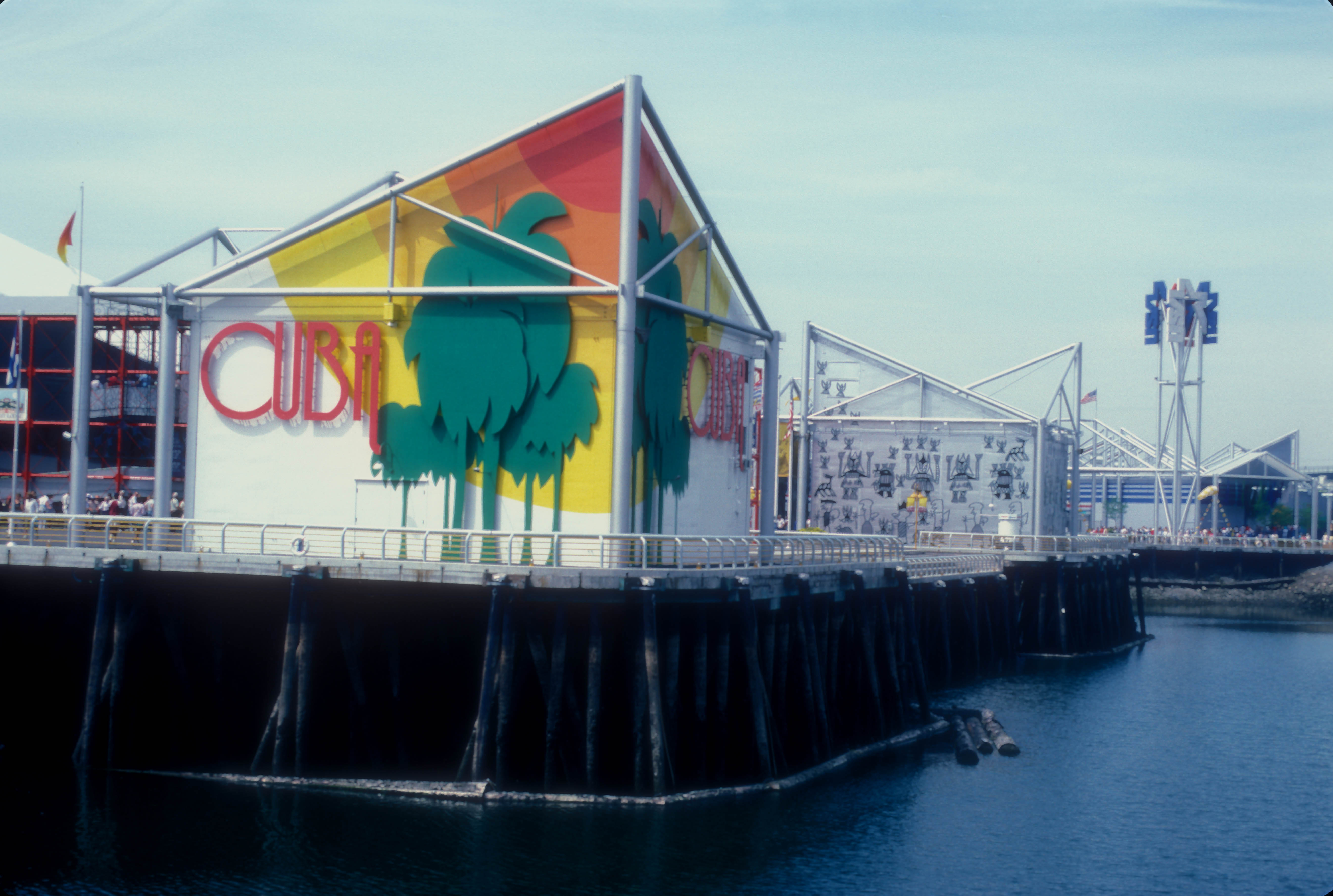
Cuba
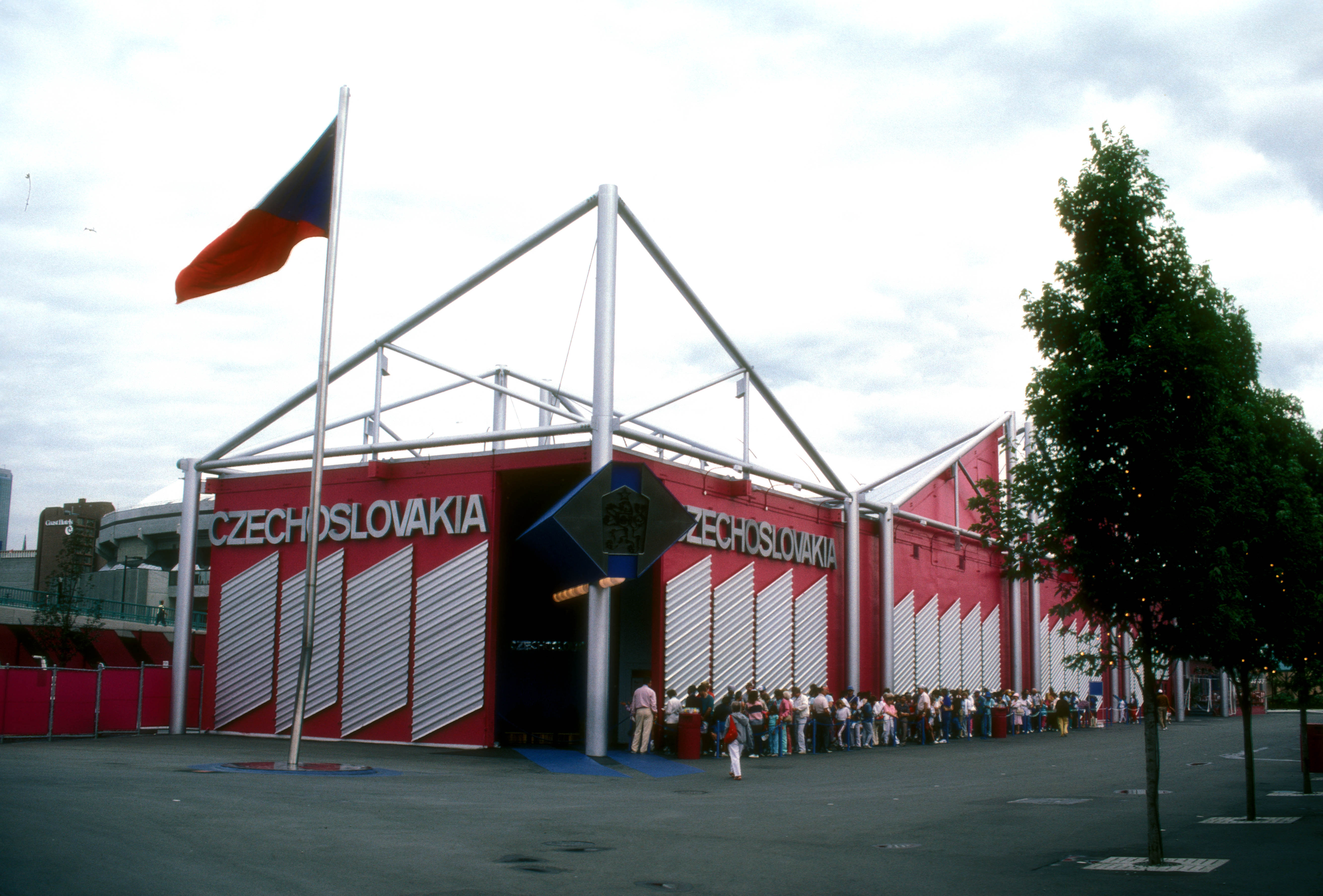
Czechoslovakia
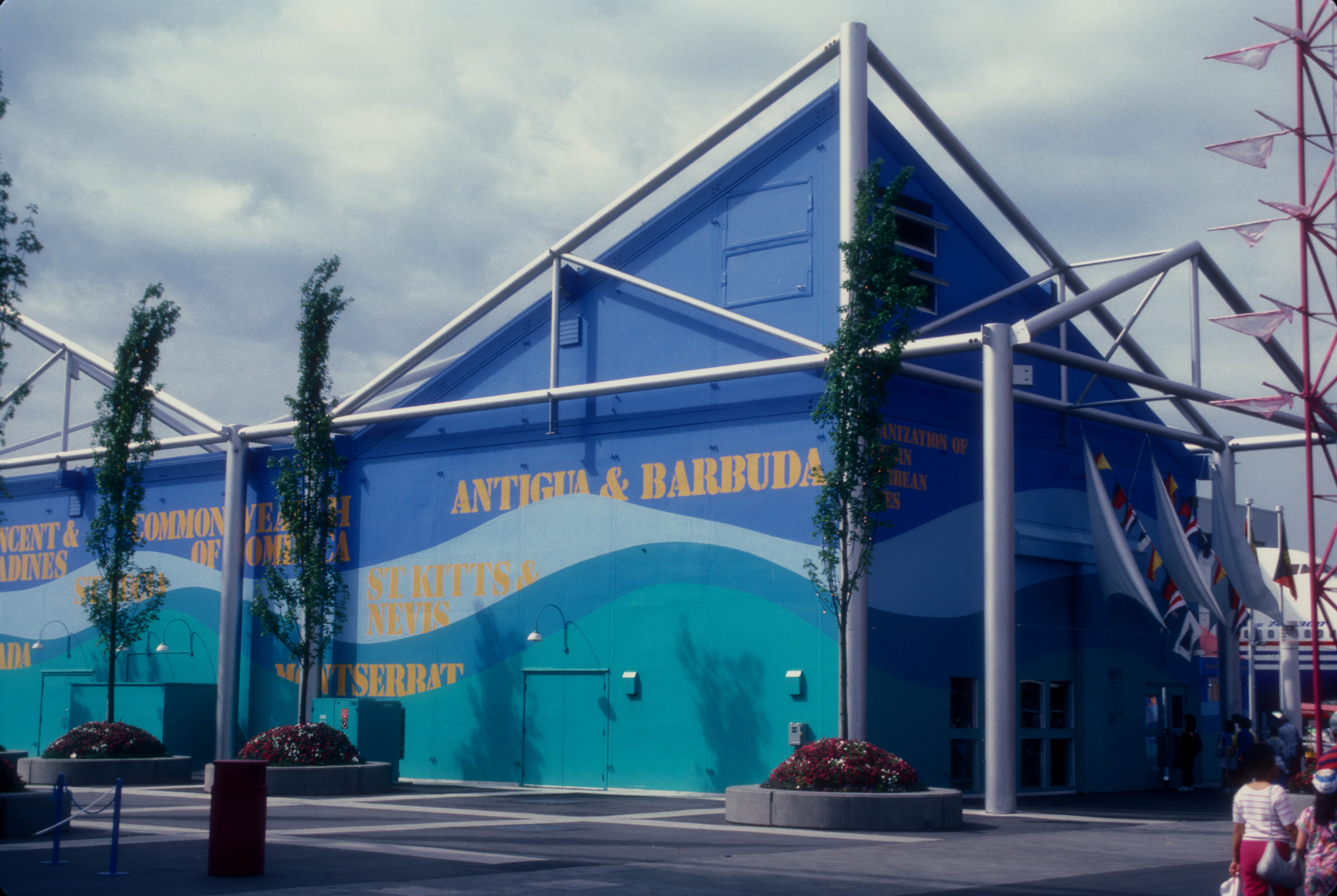
Eastern Caribbean Nations
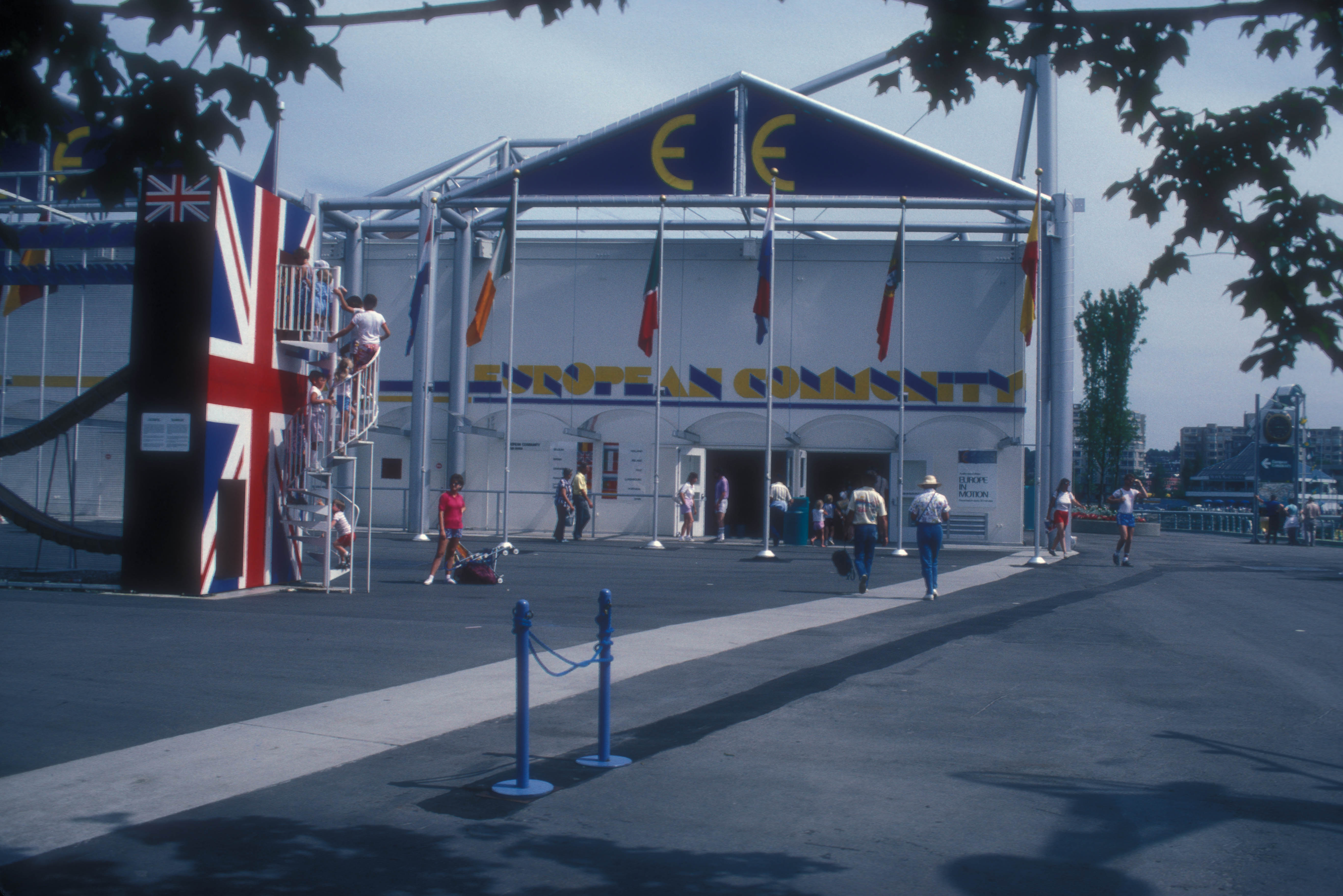
European Community
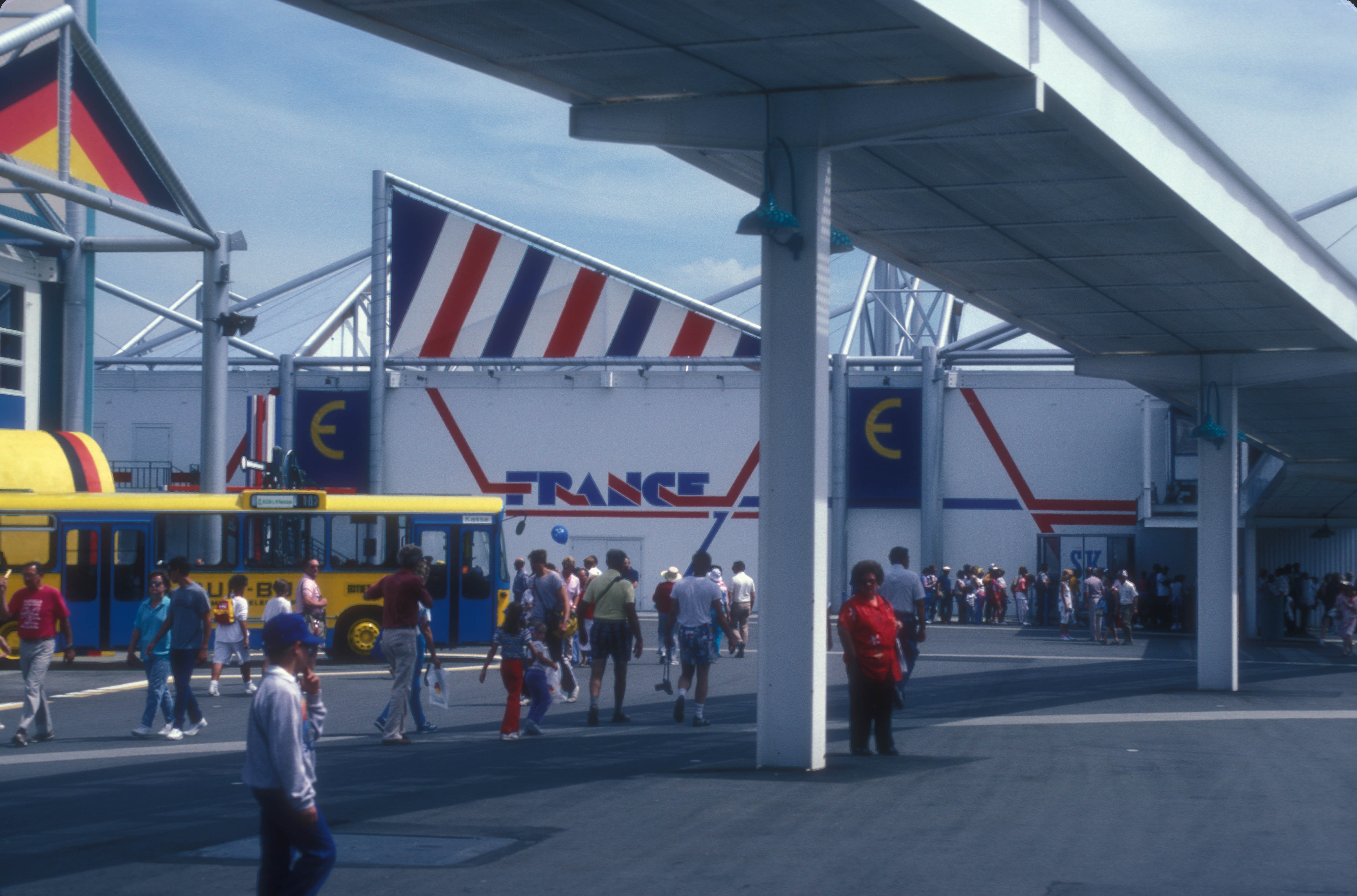
France
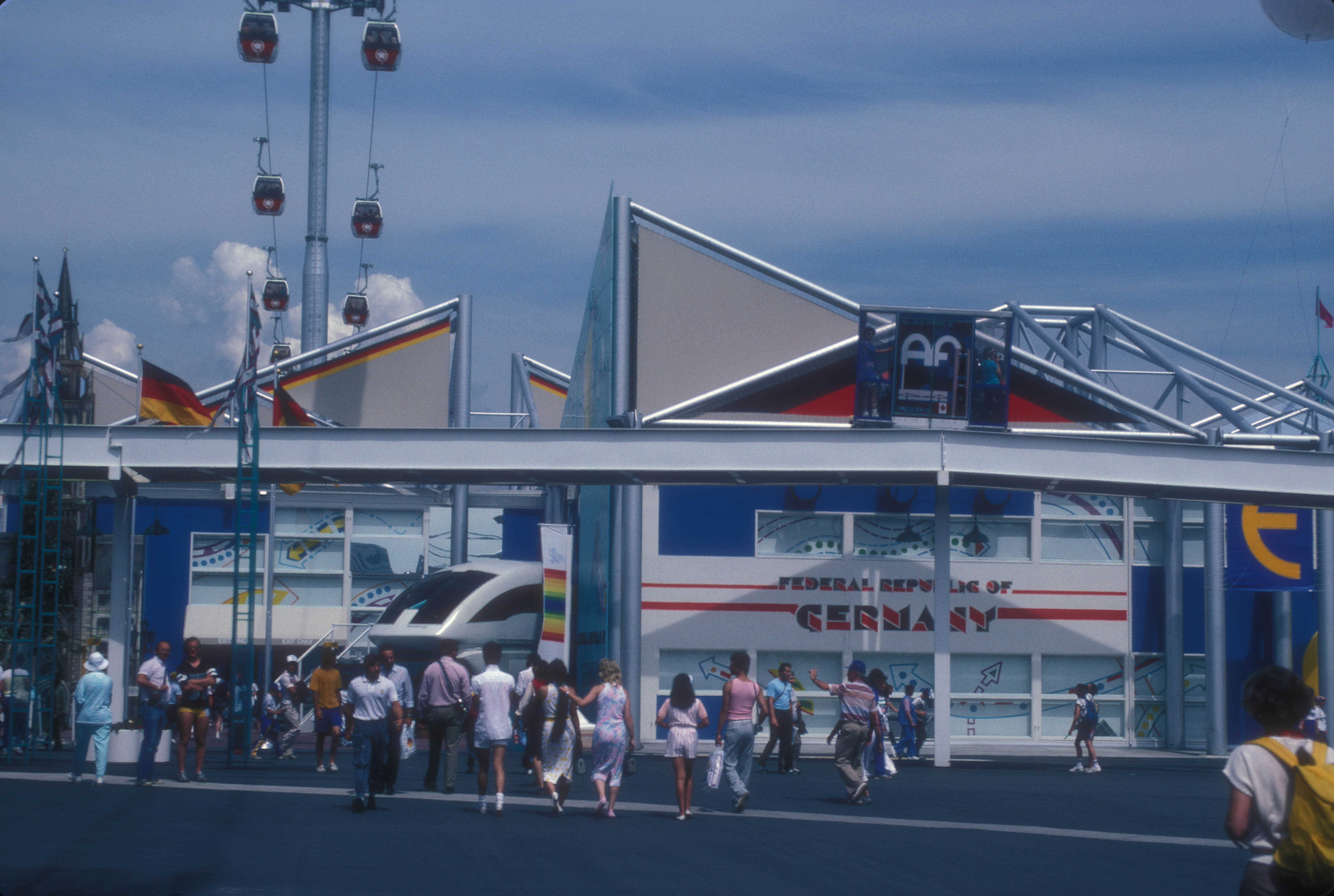
West Germany
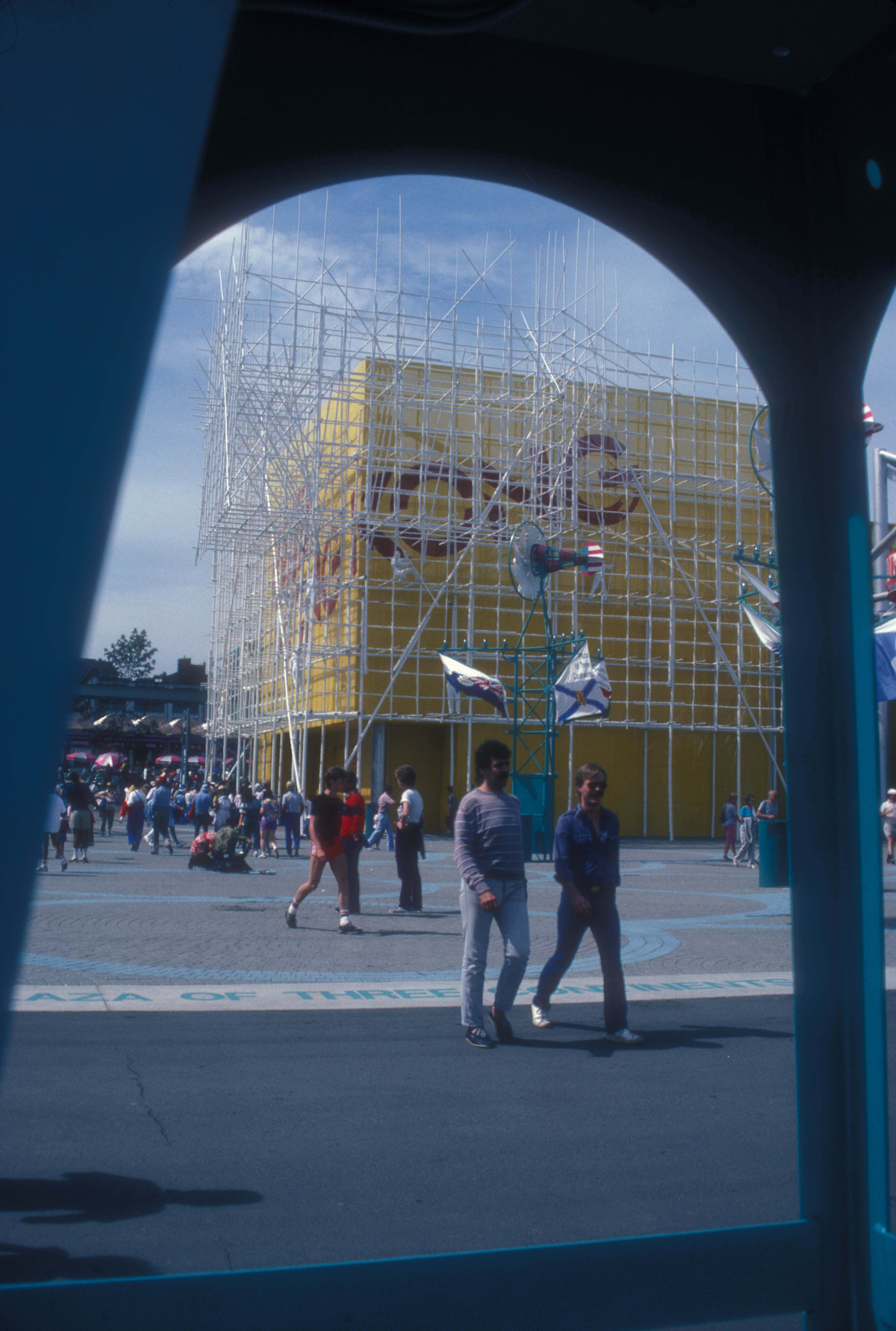
Hong Kong
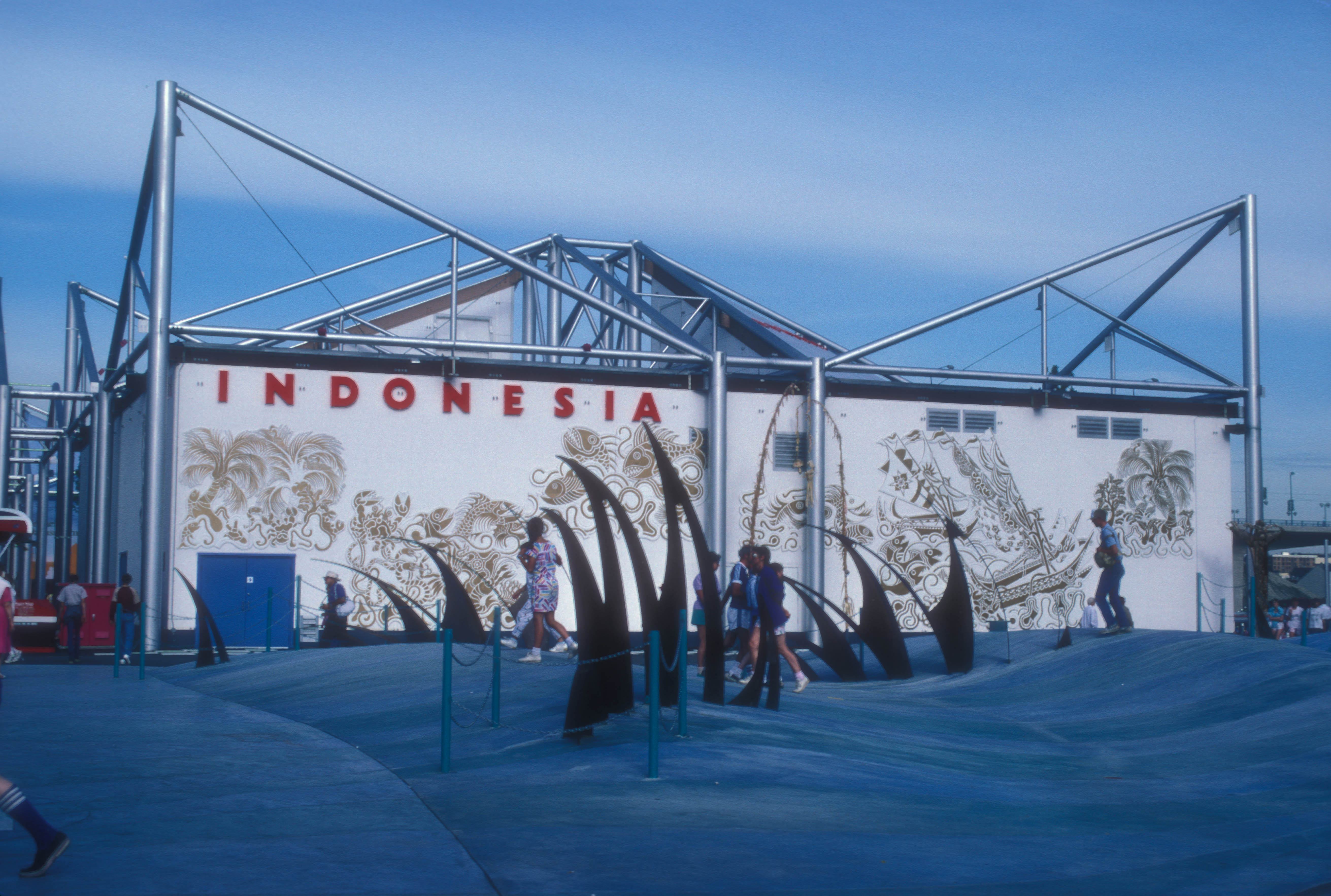
Indonesia
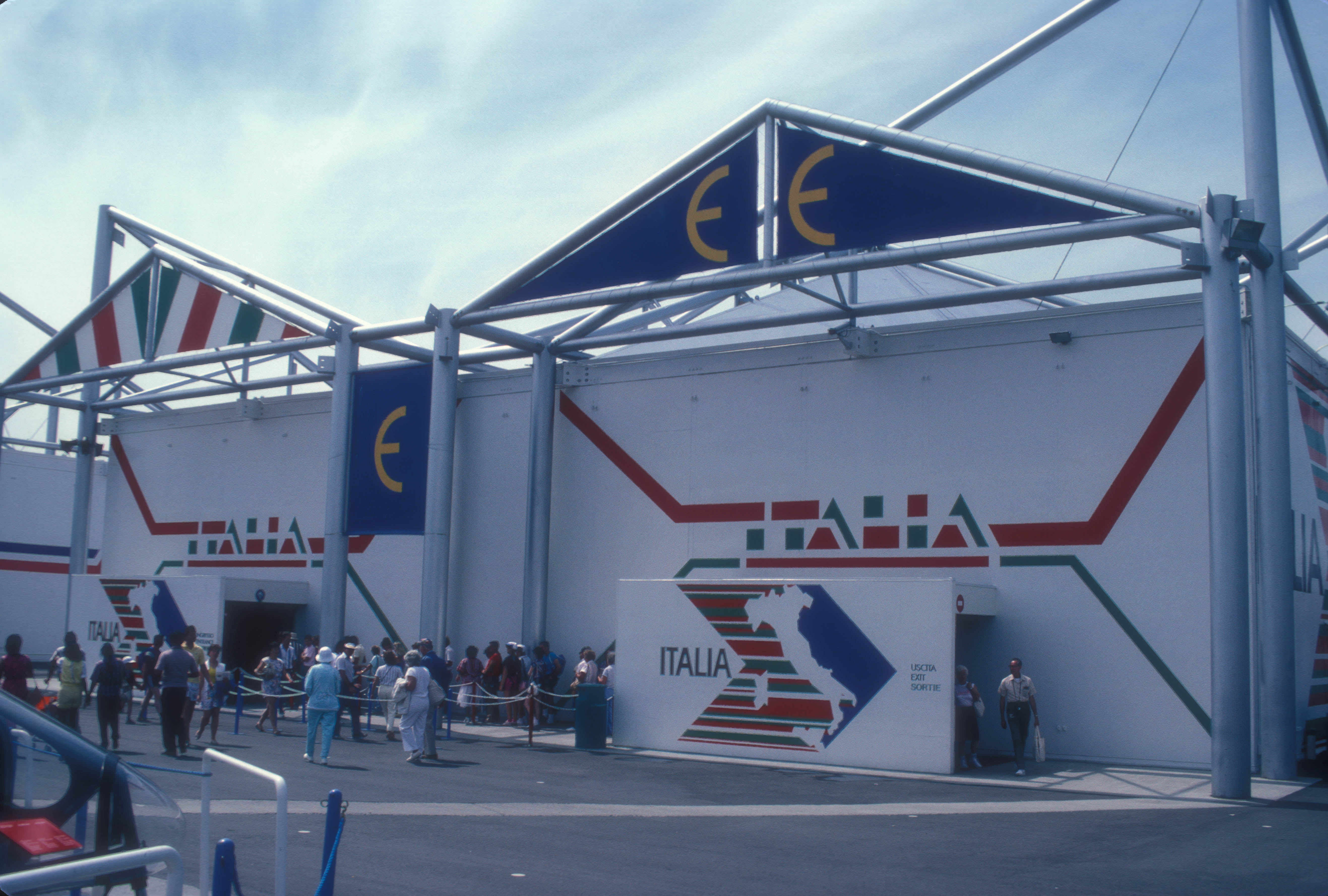
Italy
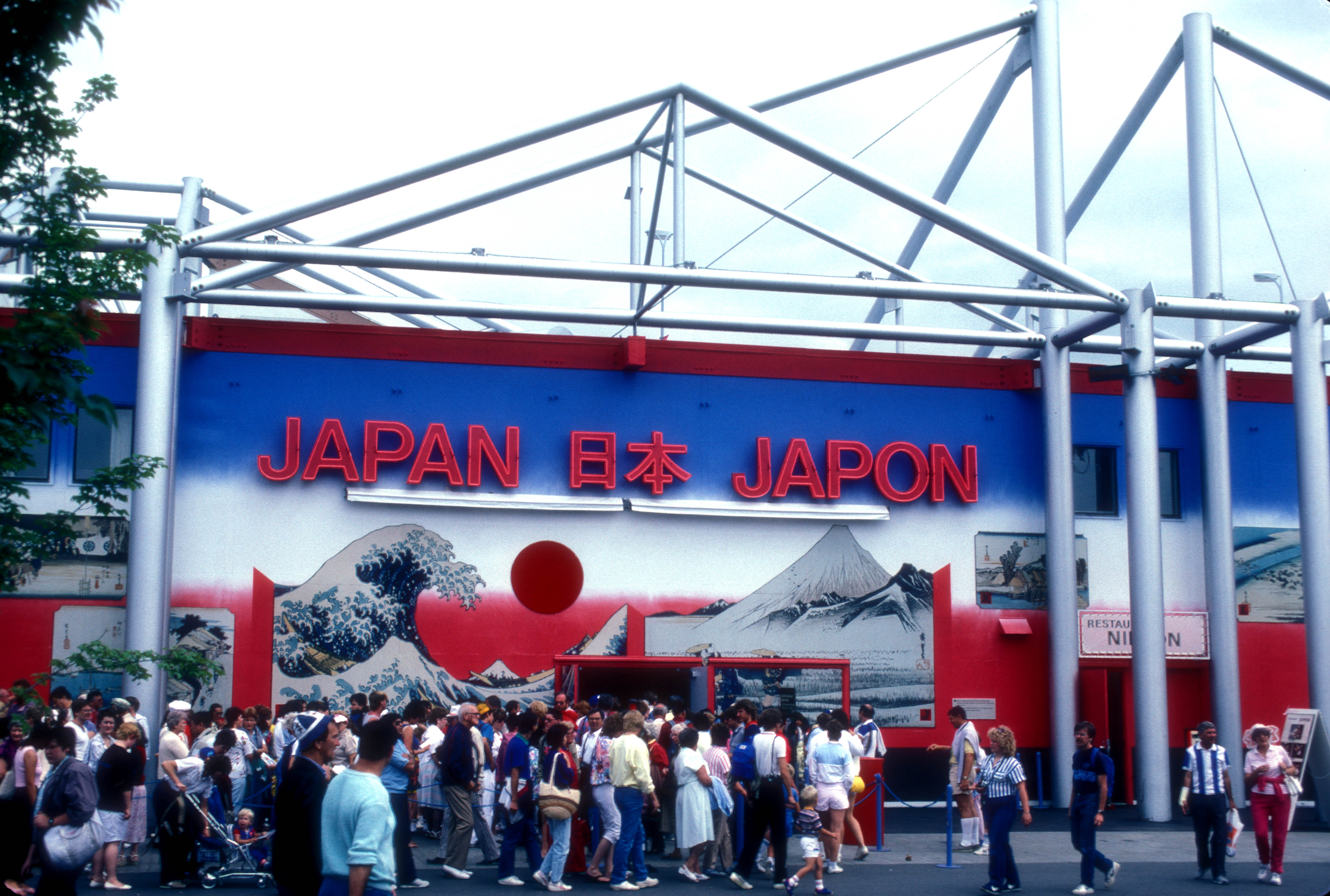
Japan
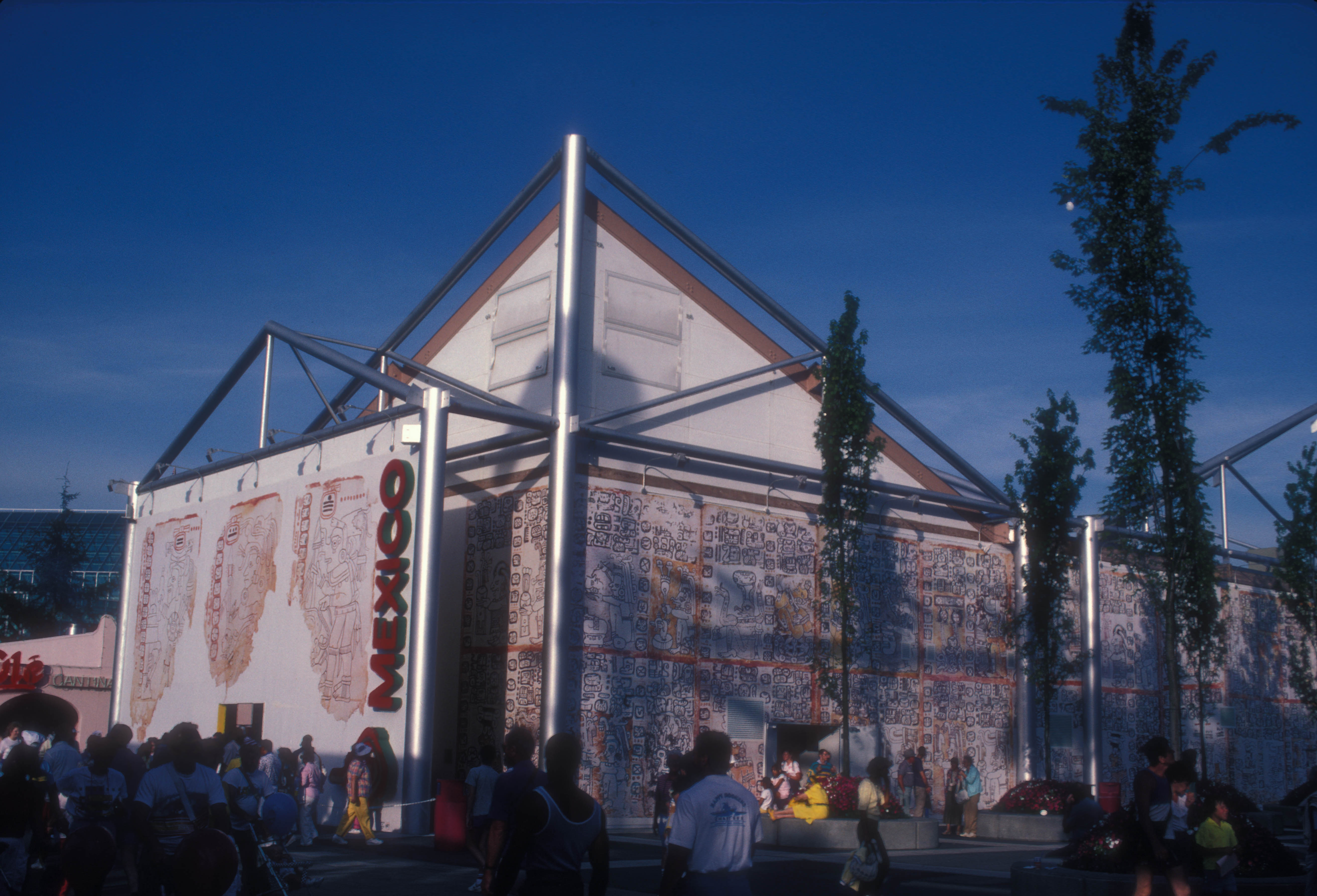
Mexico
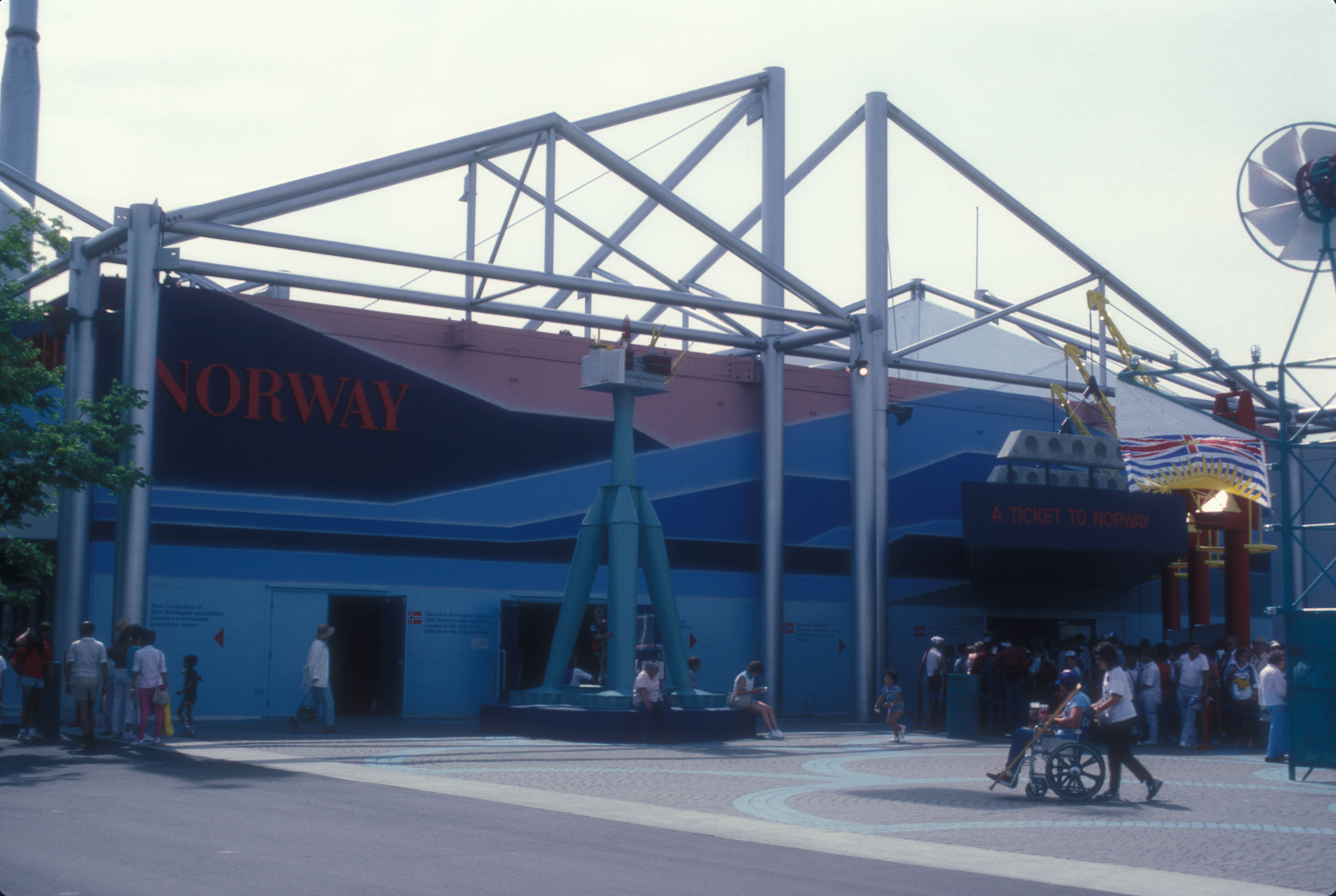
Norway
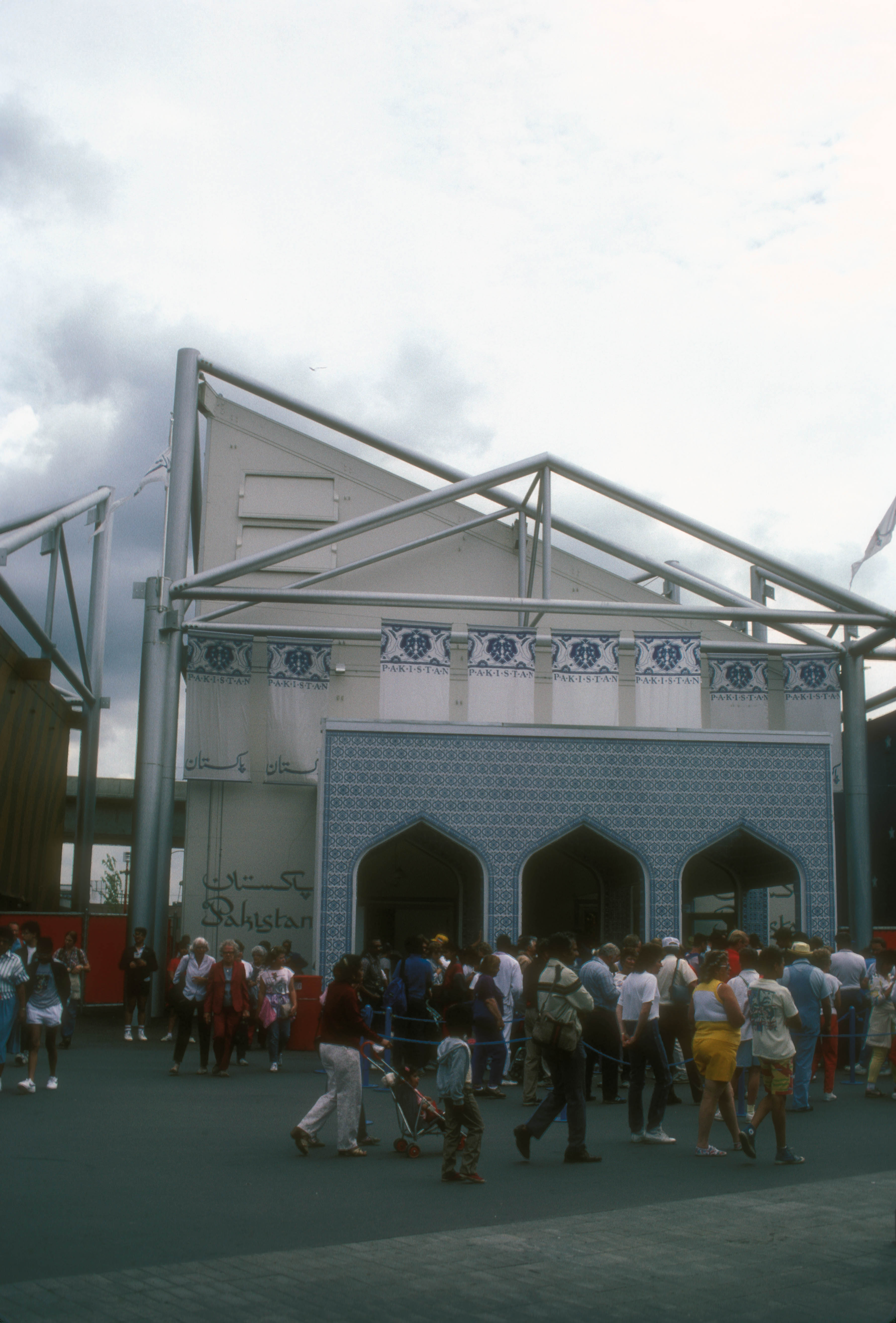
Pakistan
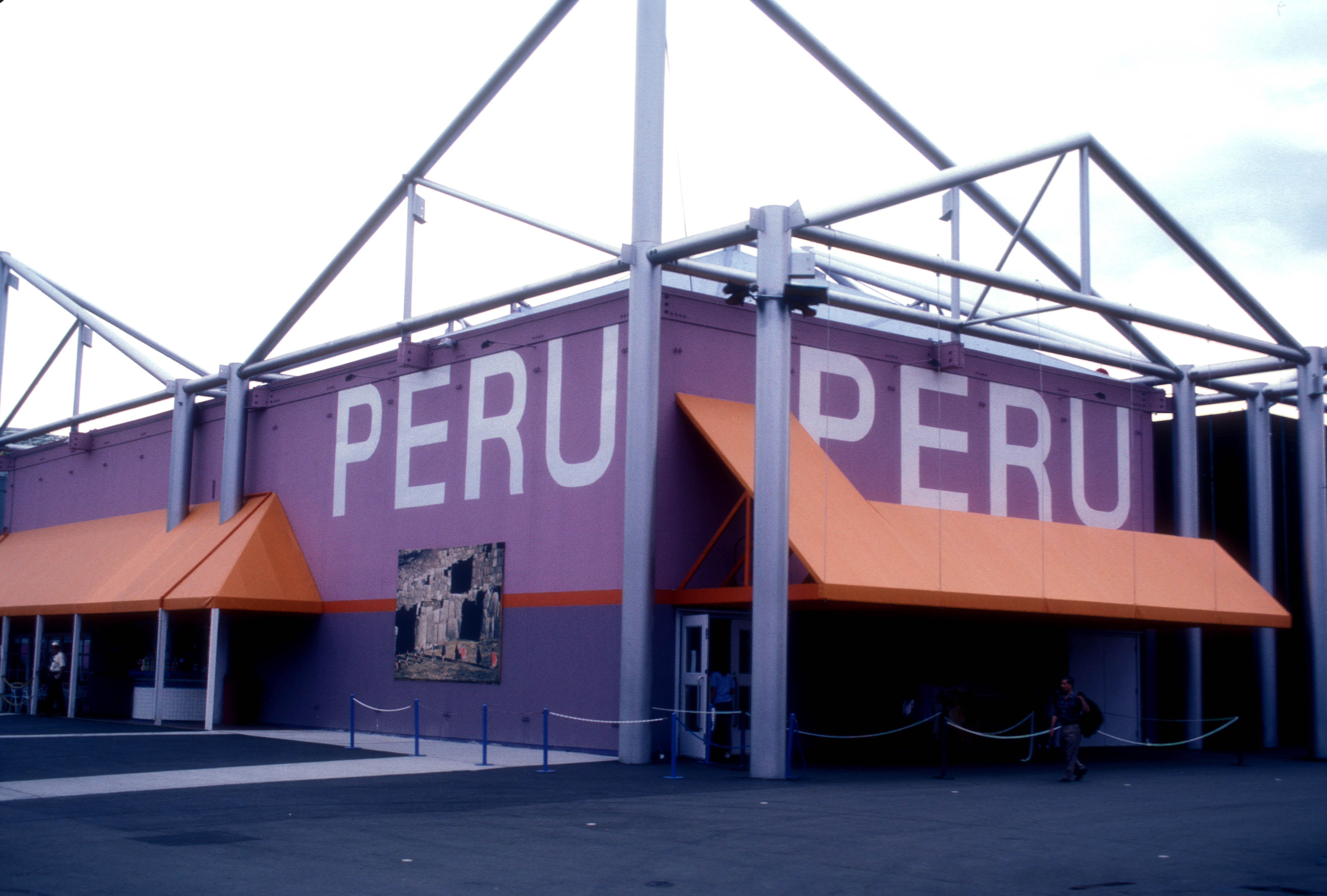
Peru
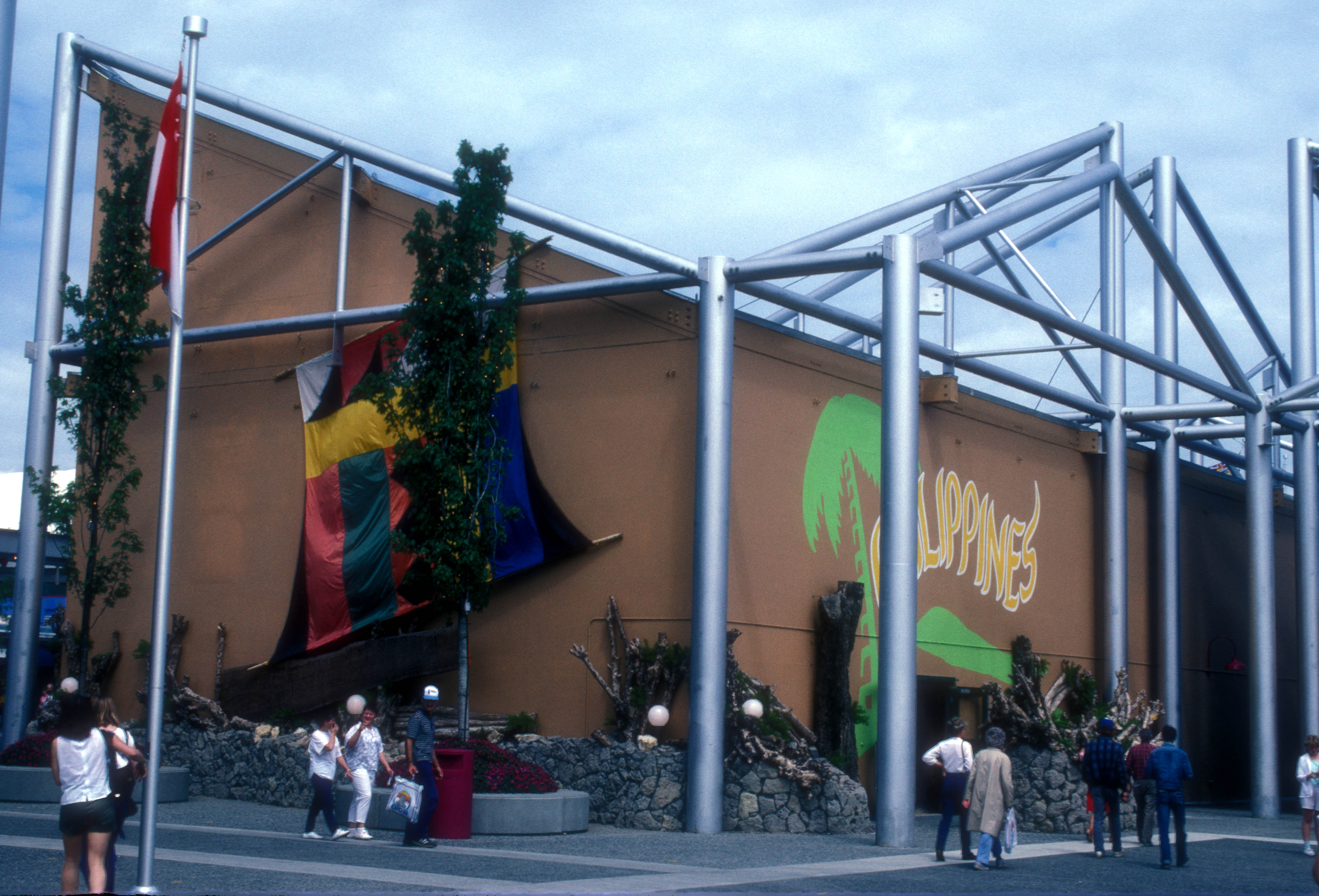
Philippines
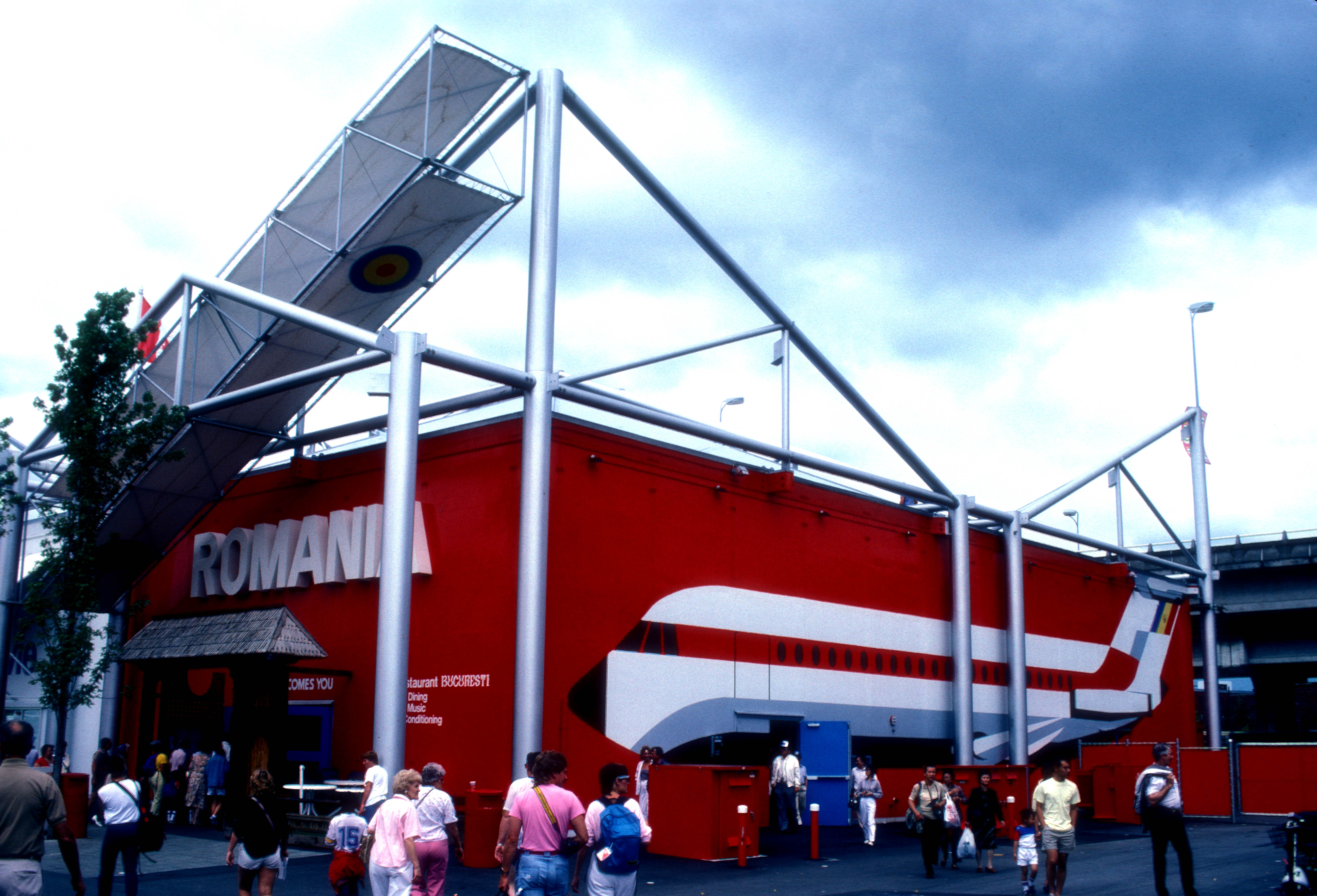
Romania
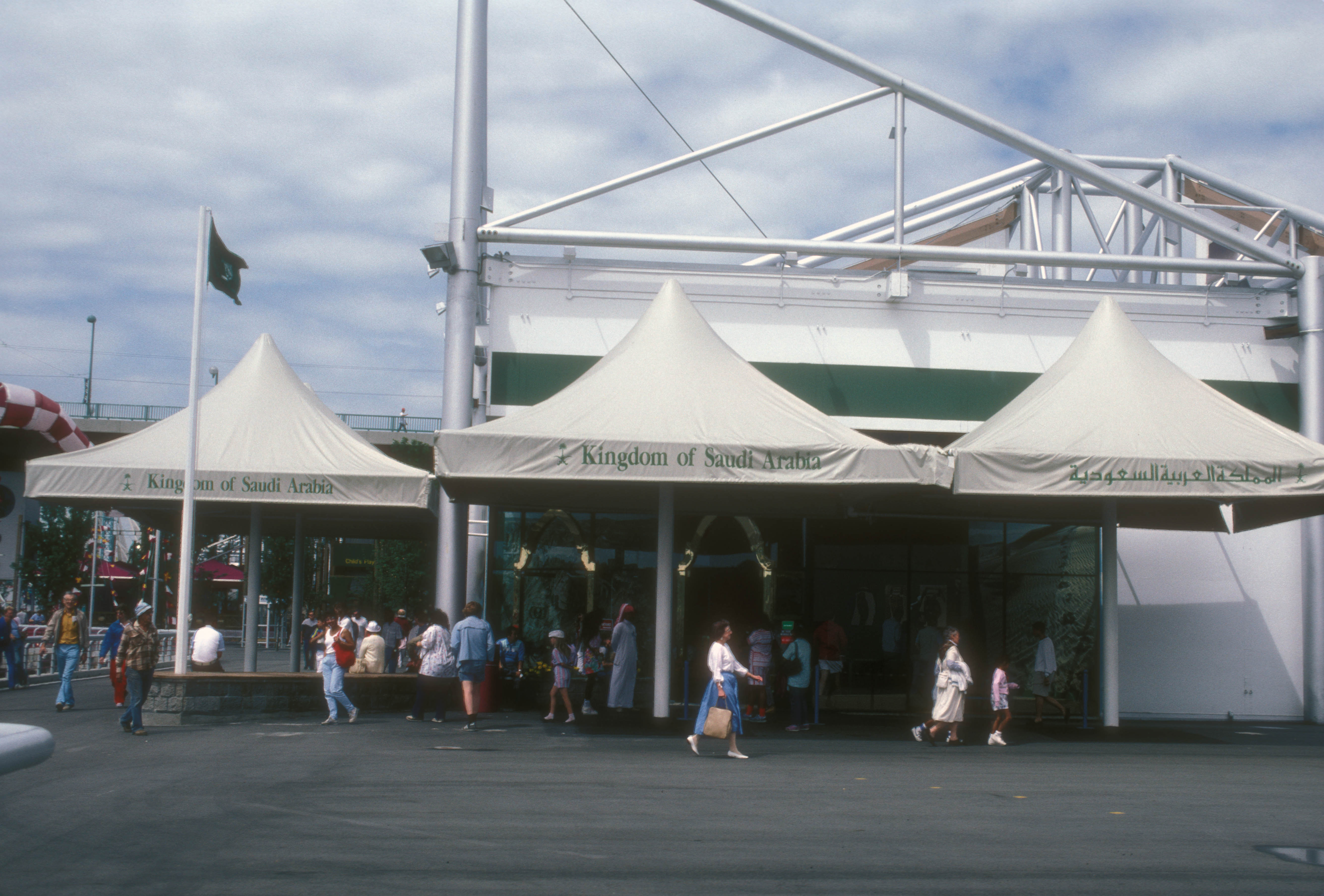
Saudi Arabia
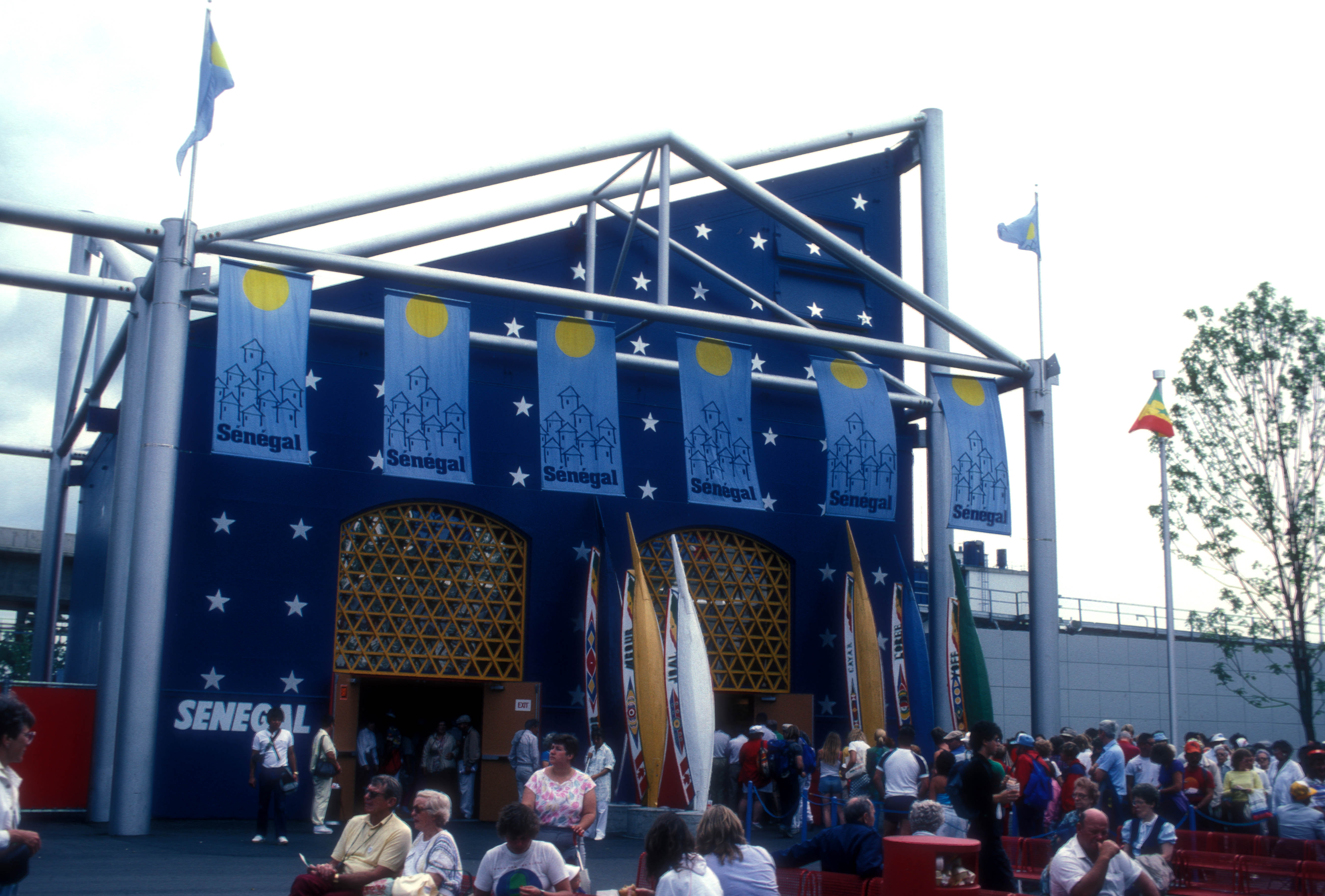
Senegal
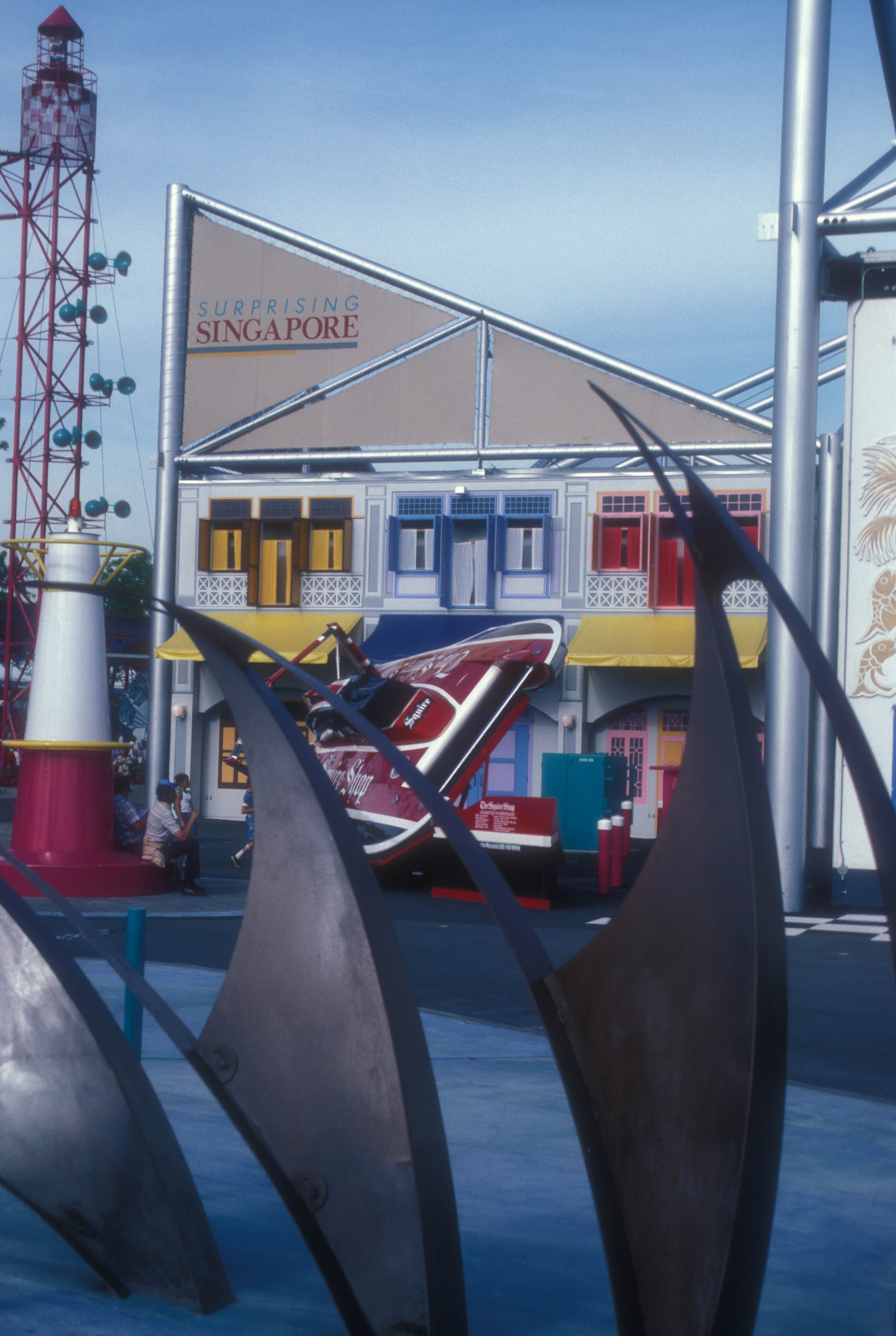
Singapore

- اروپا
- فرانسه
- آلمان غربی
- هنگ کنگ
- اندونزی
- ایتالیا
- ژاپن
- مکزیک
- نروژ
- پاکستان
- پرو
- فیلیپین
- رومانی
- عربستان سعودی
- سنگال
- سنگاپور
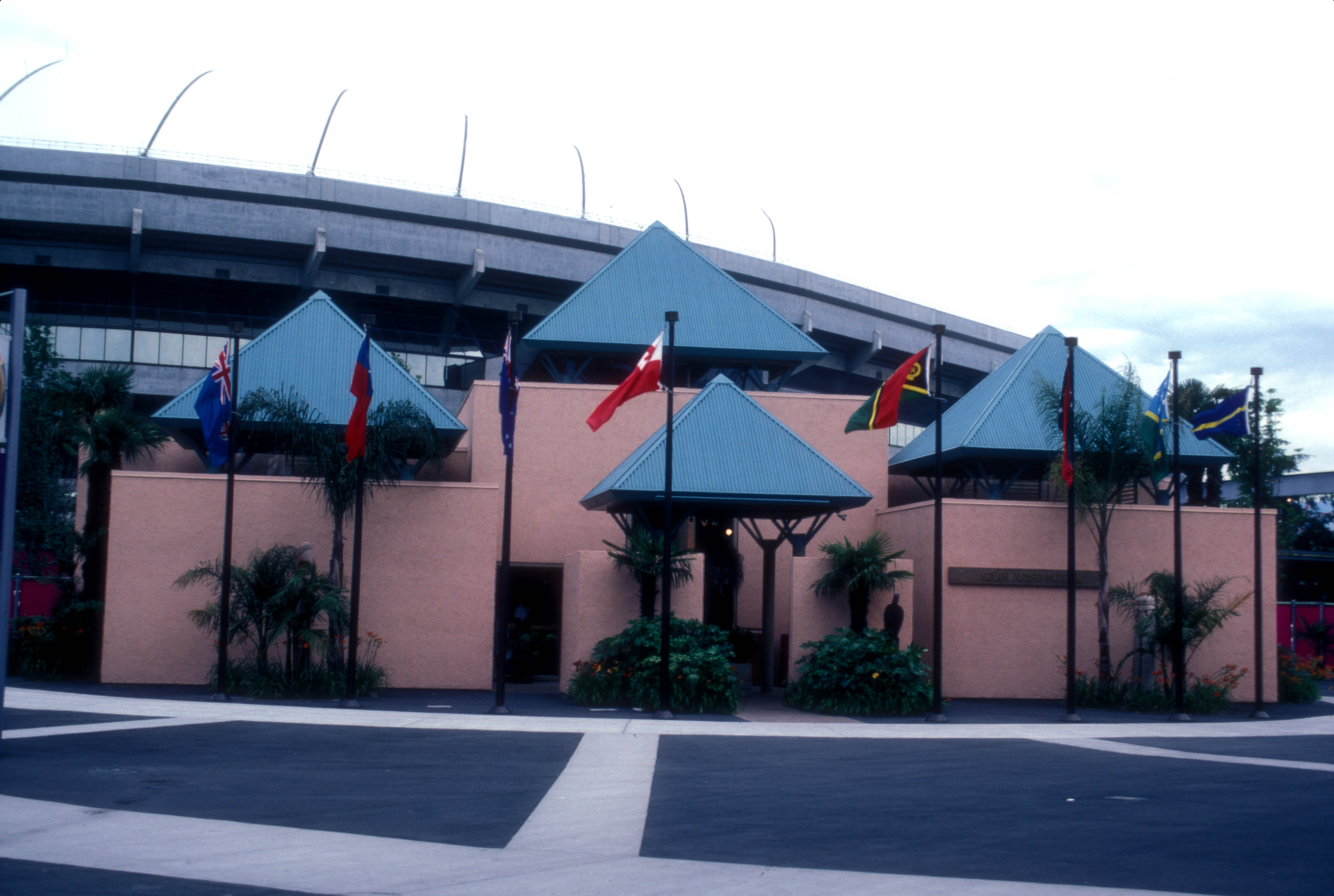
South Pacific
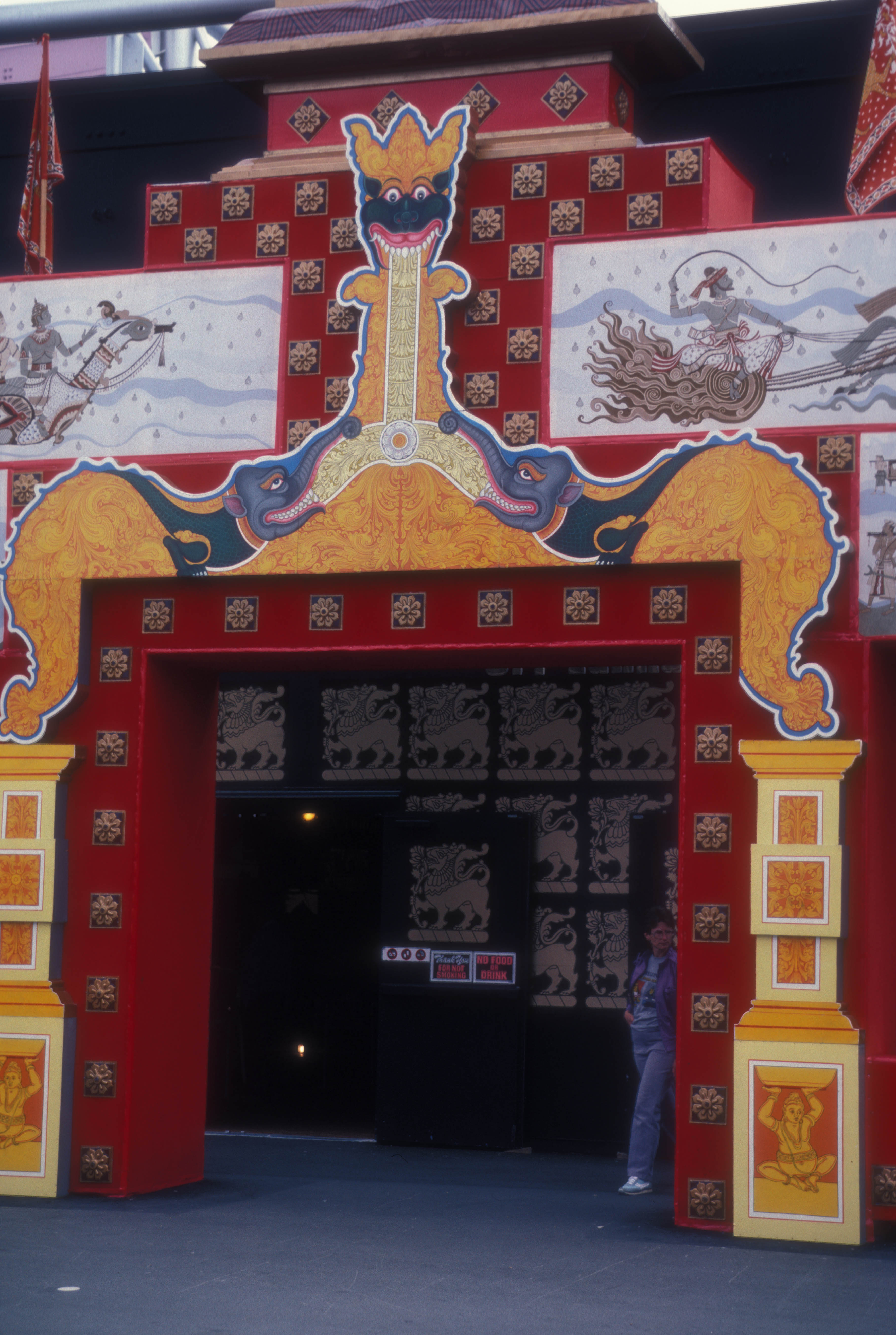
Sri Lanka
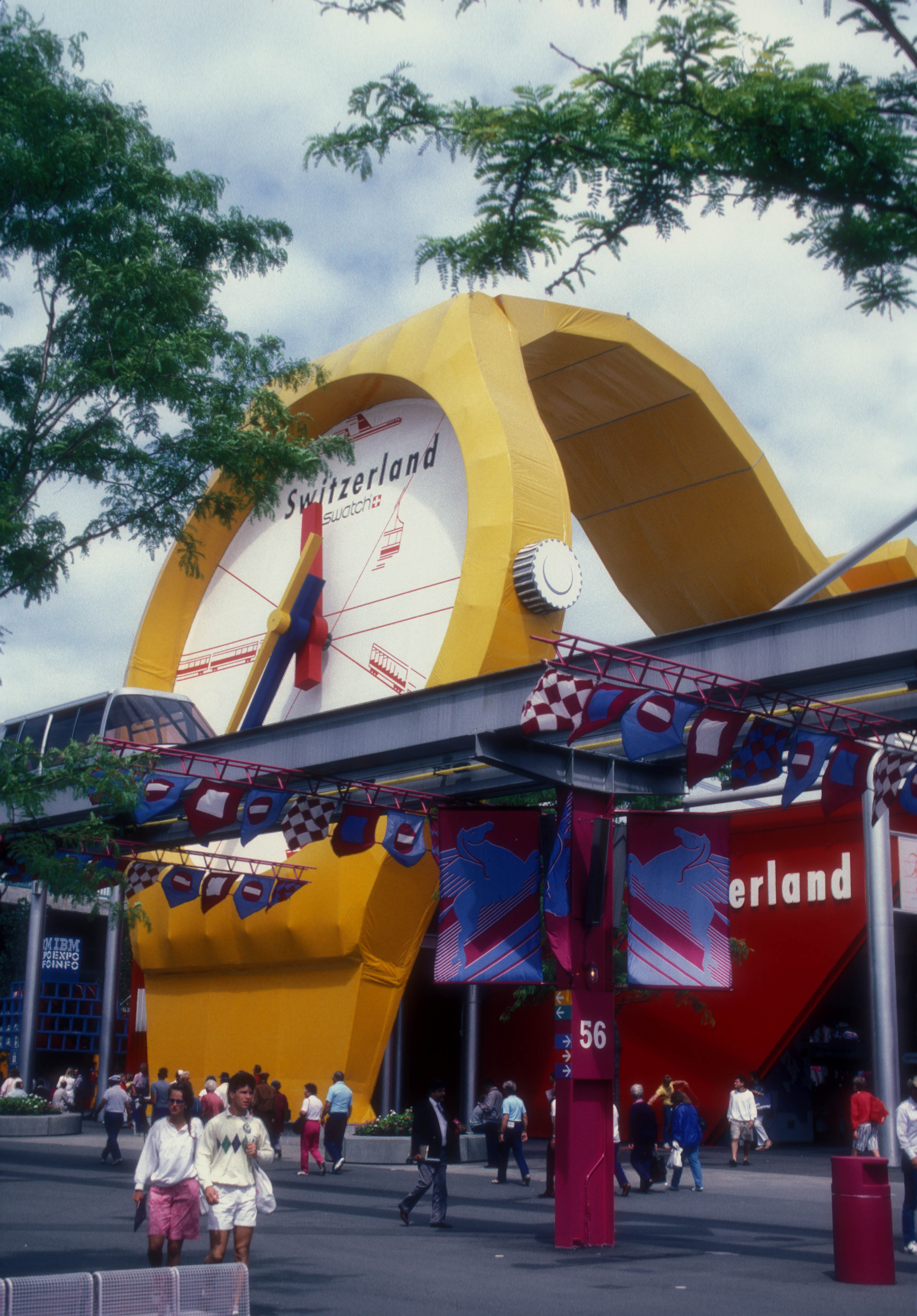
Switzerland
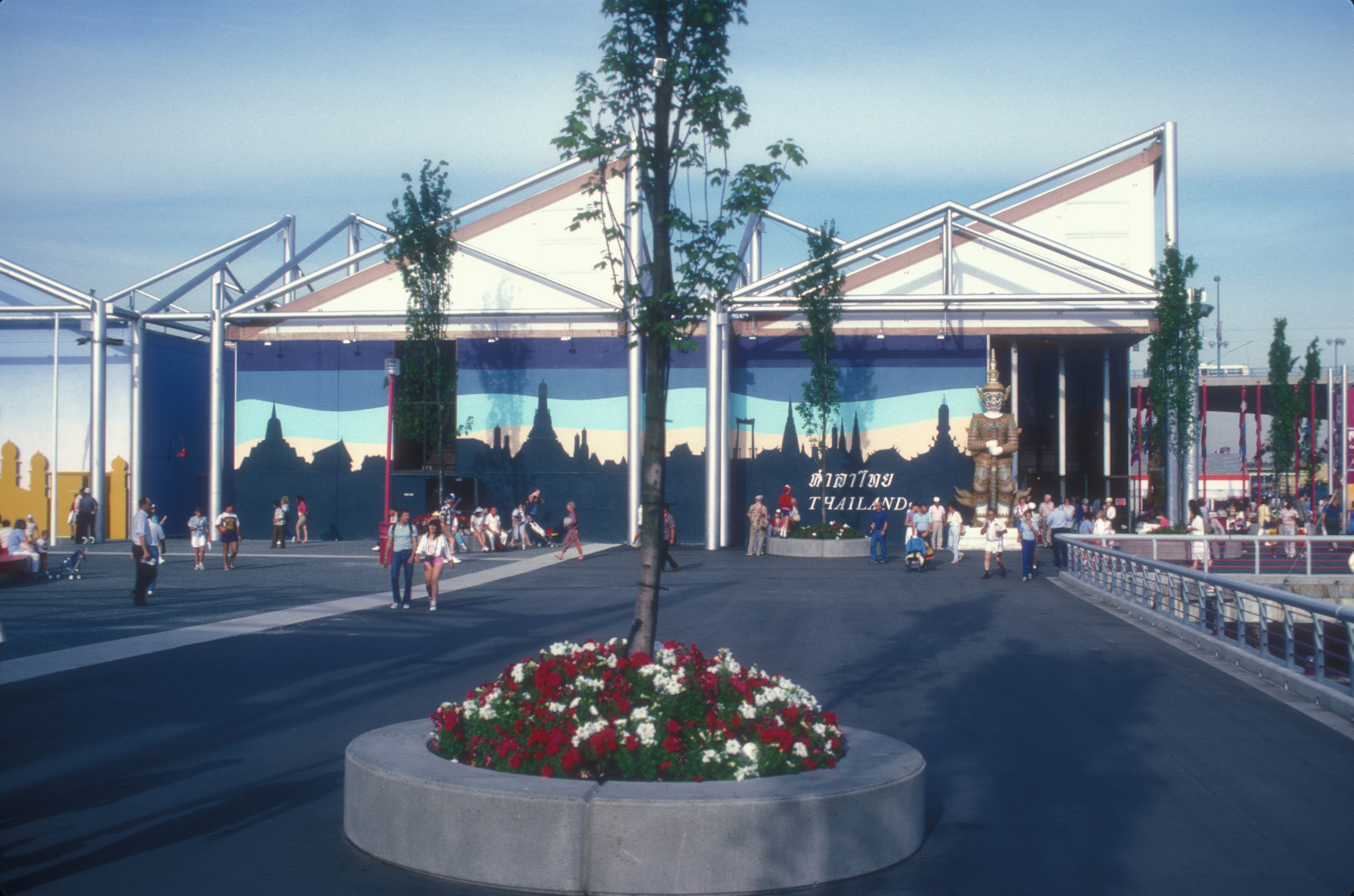
Thailand
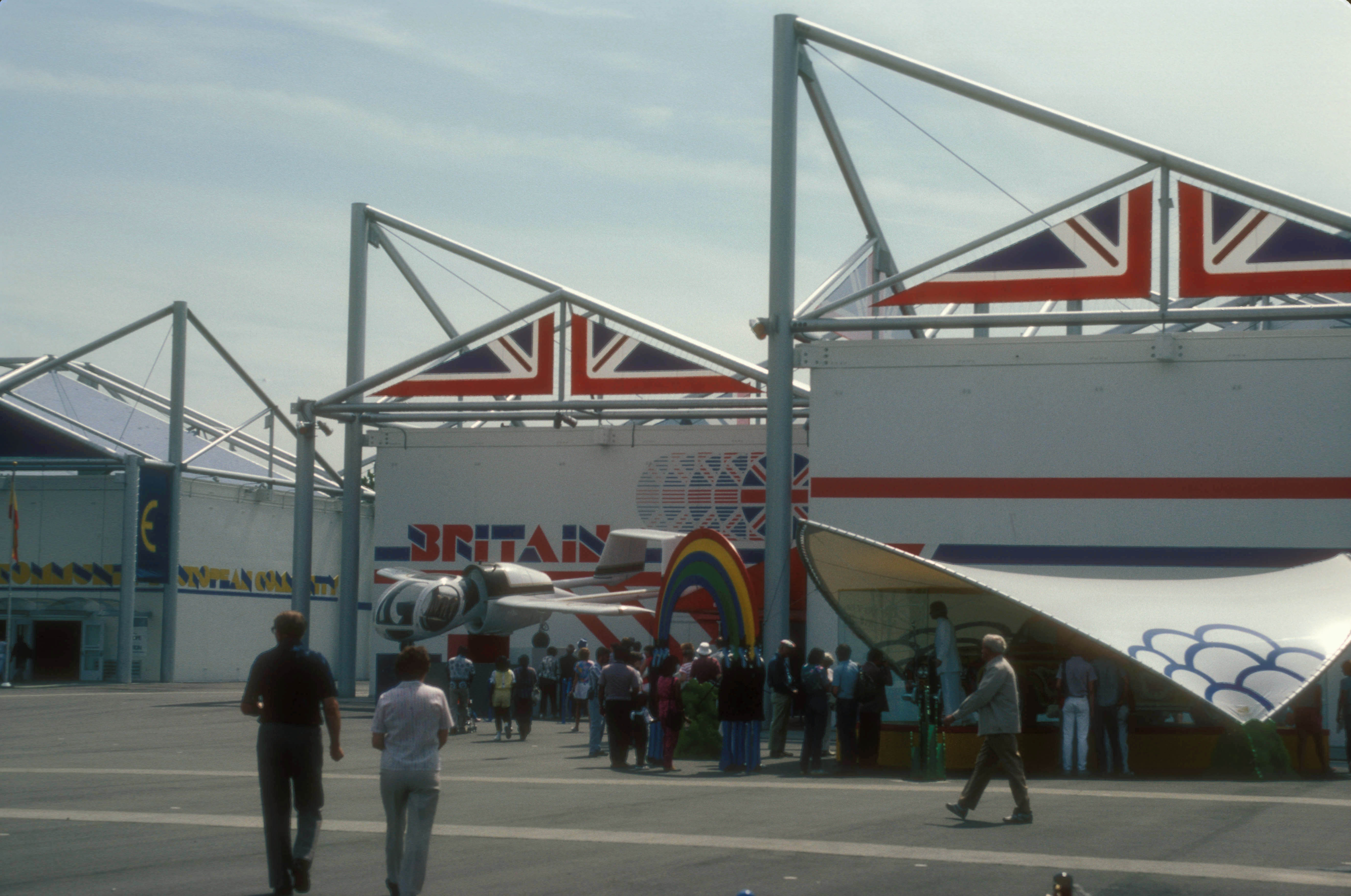
United Kingdom
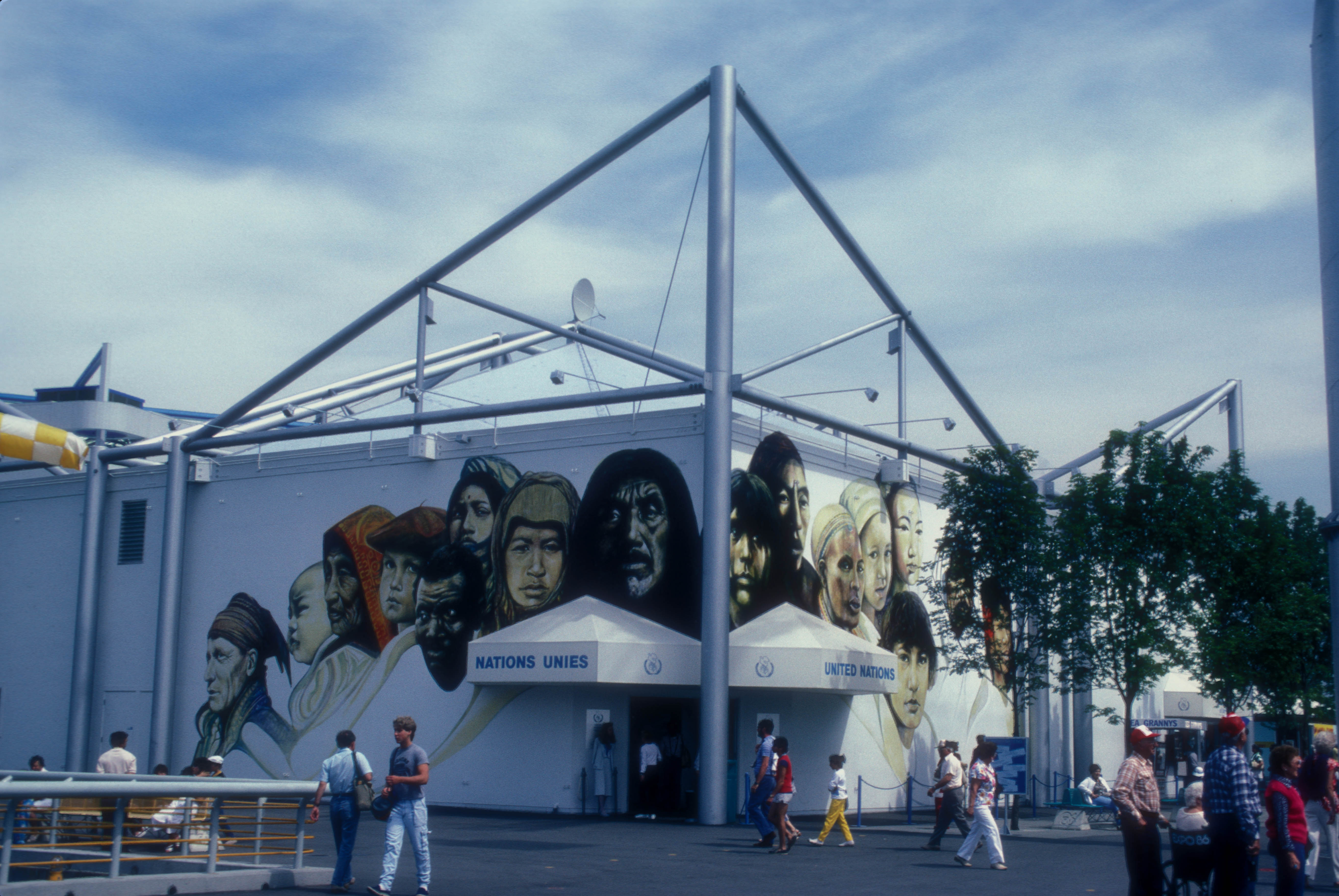
United Nations
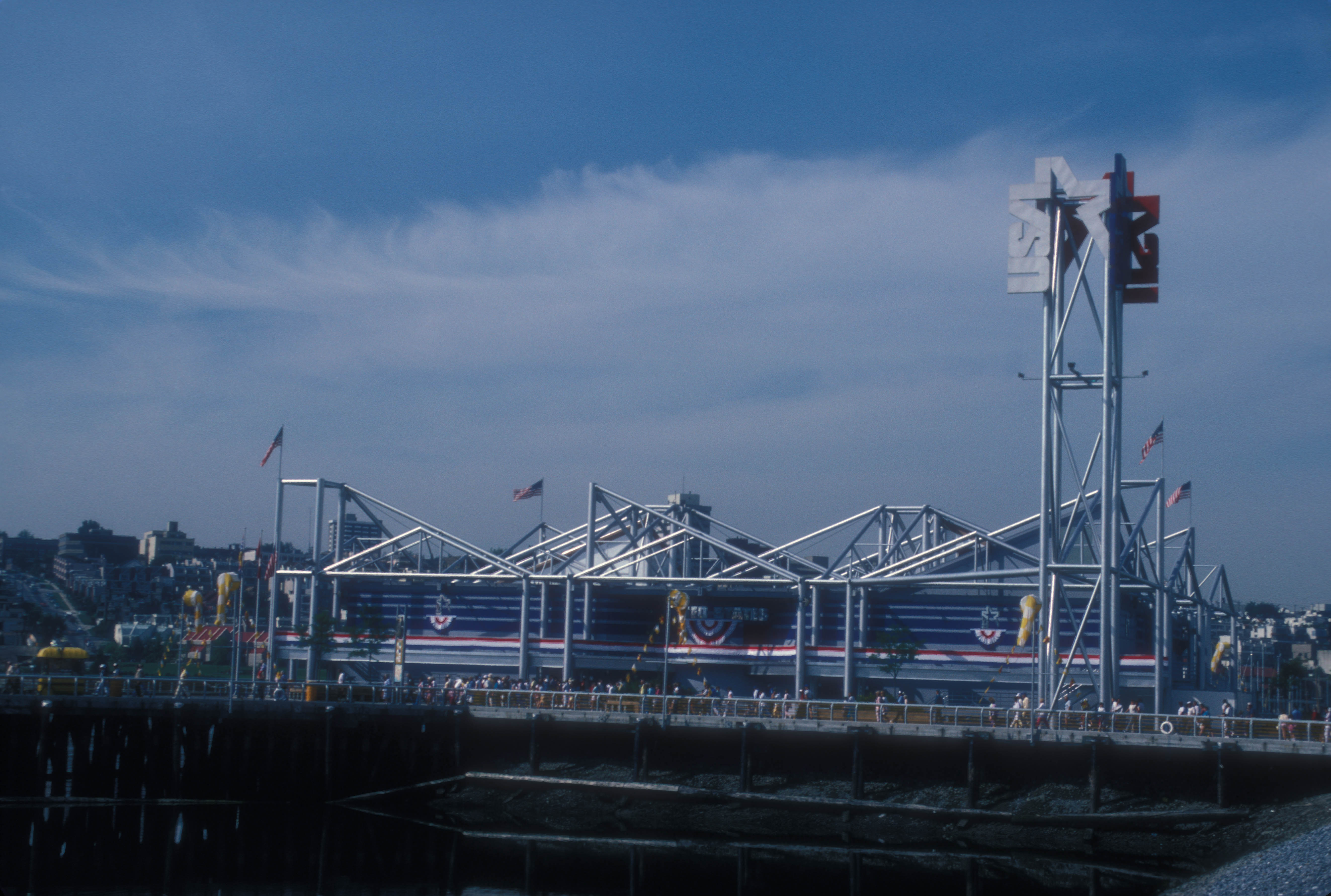
United States
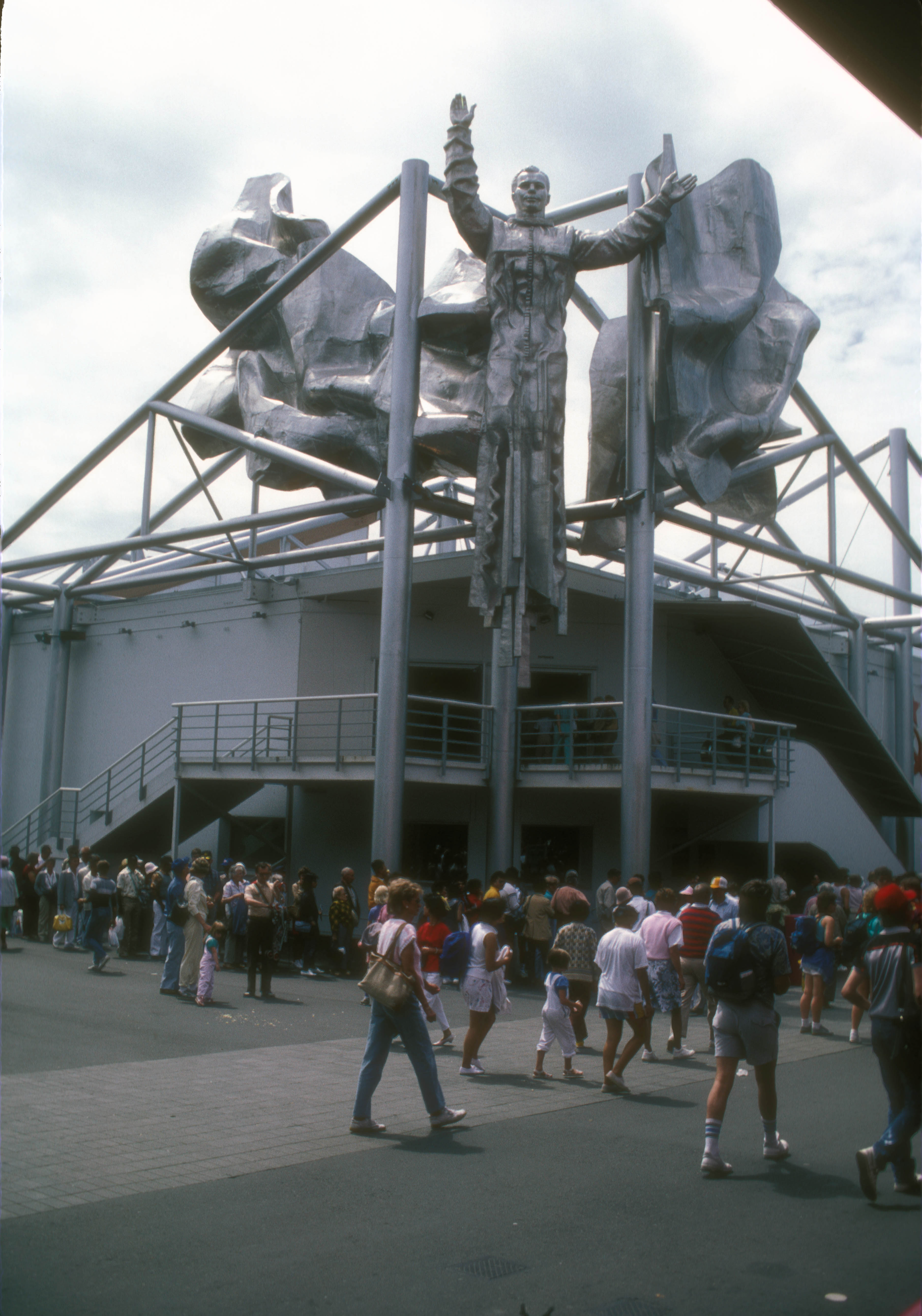
U.S.S.R.

- سری‌لانکا
- سوئیس
- تایلند
- بریتانیا
- سازمان ملل متحد
- ایالات متحده آمریکا
- اتحاد جماهیر شوروی